# Saison 2014 de l'équipe cycliste Lotto-Belisol

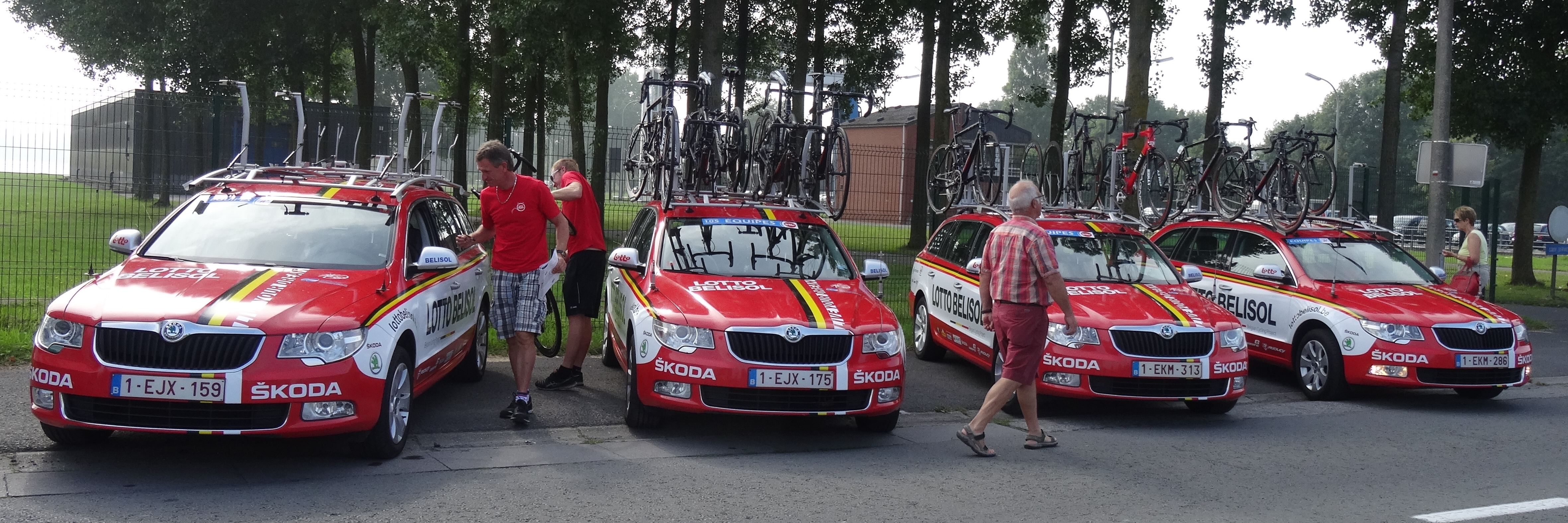
Quatre voitures de l'équipe lors de la 2e étape du Tour de Wallonie 2014 à Péronnes-lez-Antoing (Antoing).

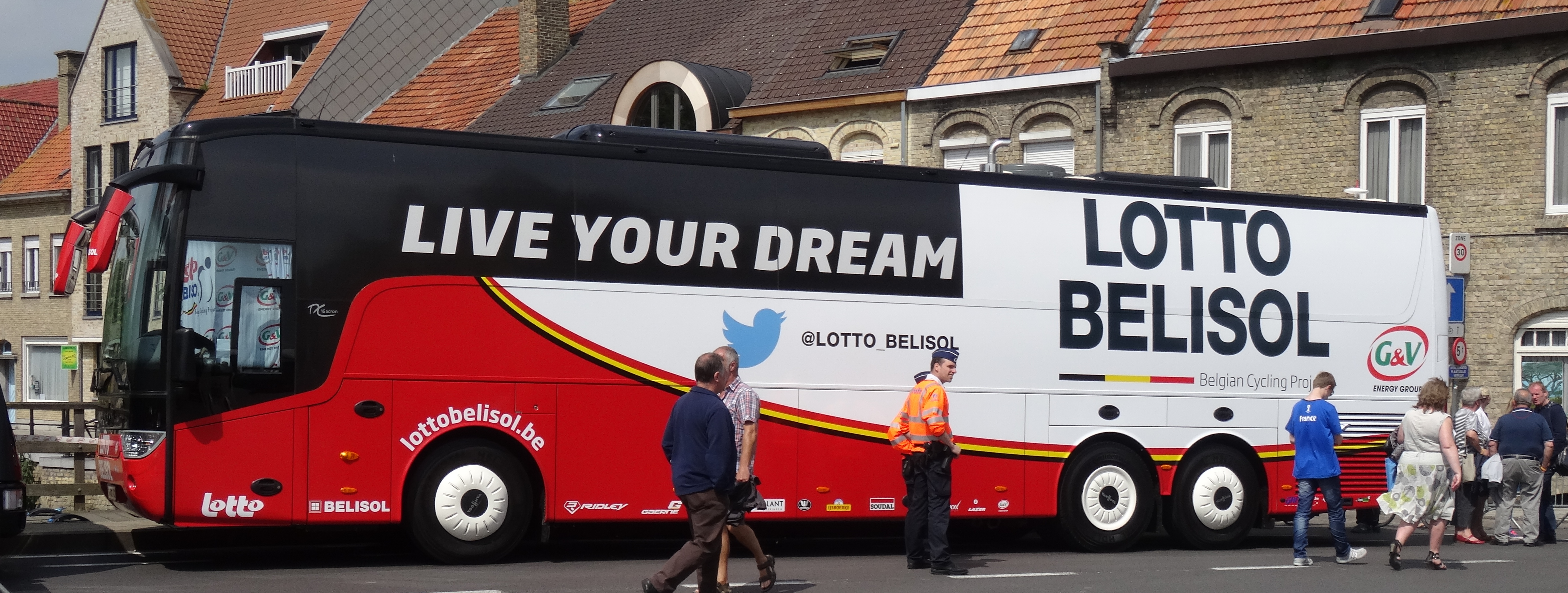
Le bus lors de la 3e étape du Tour de Belgique 2014.

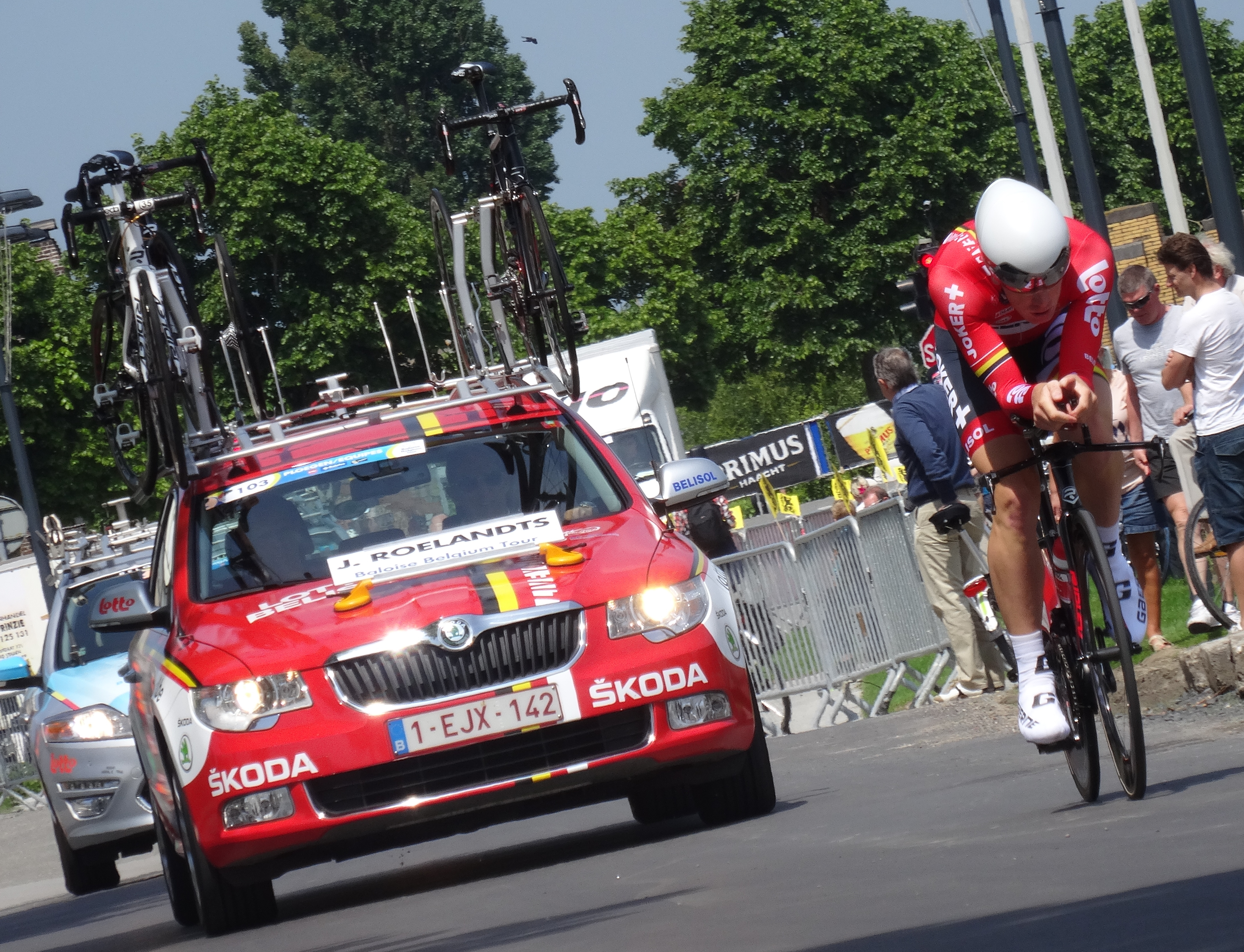
Jürgen Roelandts lors du contre-la-montre de la 3e étape du Tour de Belgique 2014 à Dixmude.

La saison 2014 de l'équipe cycliste Lotto-Belisol est la troisième de cette équipe.

## Préparation de la saison 2014

### Sponsors et financement de l'équipe
Depuis son lancement en 2012, l'équipe a pour principaux sponsors la loterie nationale belge Lotto et la société Belisol, spécialisée en construction de portes et fenêtres, tous deux engagés pour trois ans. Le budget de l'équipe pour l'année 2014 est de 11 millions d'euros.
Depuis 2012, Ridley est le fournisseur de cycles de l'équipe.

### Arrivées et départs
| Arrivées       | Équipe 2013                 |
| -------------- | --------------------------- |
| Sander Armée   | Topsport Vlaanderen-Baloise |
| Kris Boeckmans | Vacansoleil-DCM             |
| Vegard Breen   | Joker Merida                |
| Stig Broeckx   | Lotto-Belisol U23           |
| Sean De Bie    | Leopard-Trek Continental    |
| Tony Gallopin  | RadioShack-Leopard          |
| Pim Ligthart   | Vacansoleil-DCM             |
| Maxime Monfort | RadioShack-Leopard          |
| Boris Vallée   | Color Code-Biowanze         |

| Départs             | Équipe 2014                               |
| ------------------- | ----------------------------------------- |
| Dirk Bellemakers    | retraite                                  |
| Gaëtan Bille        | Verandas Willems                          |
| Brian Bulgaç        | Parkhotel Valkenburg                      |
| Sander Cordeel      | Vastgoedservice-Golden Palace Continental |
| Francis De Greef    | Wanty-Groupe Gobert                       |
| Maarten Neyens      |                                           |
| Vicente Reynés      | IAM                                       |
| Fréderique Robert   | Wanty-Groupe Gobert                       |
| Jurgen Van de Walle | retraite                                  |
| Joost van Leijen    |                                           |

## Coureurs et encadrement technique

### Effectif

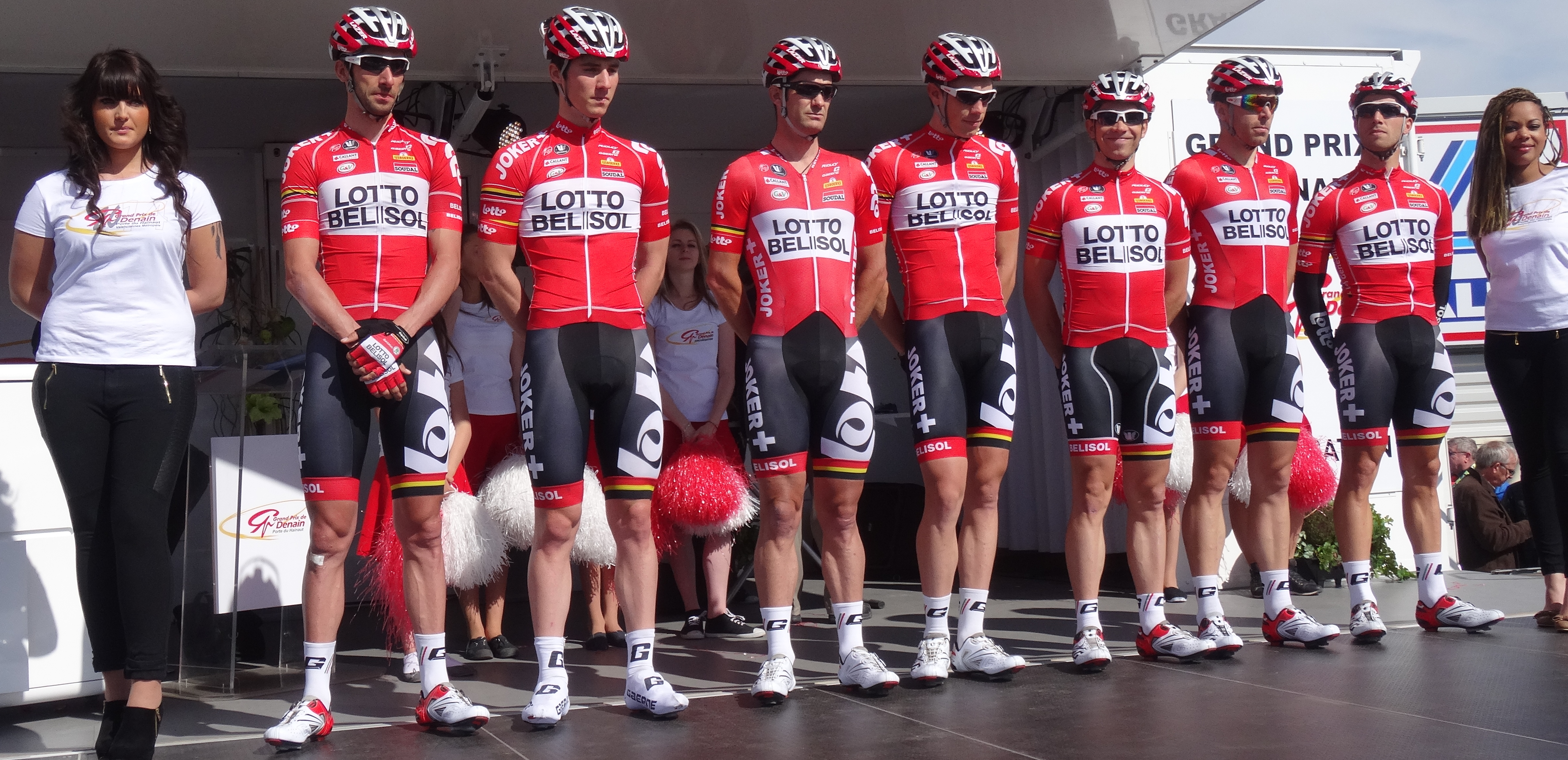
Kenny Dehaes, Boris Vallée, Gregory Henderson, Stig Broeckx, Sean De Bie, Kris Boeckmans et Jonas Van Genechten lors du Grand Prix de Denain 2014.

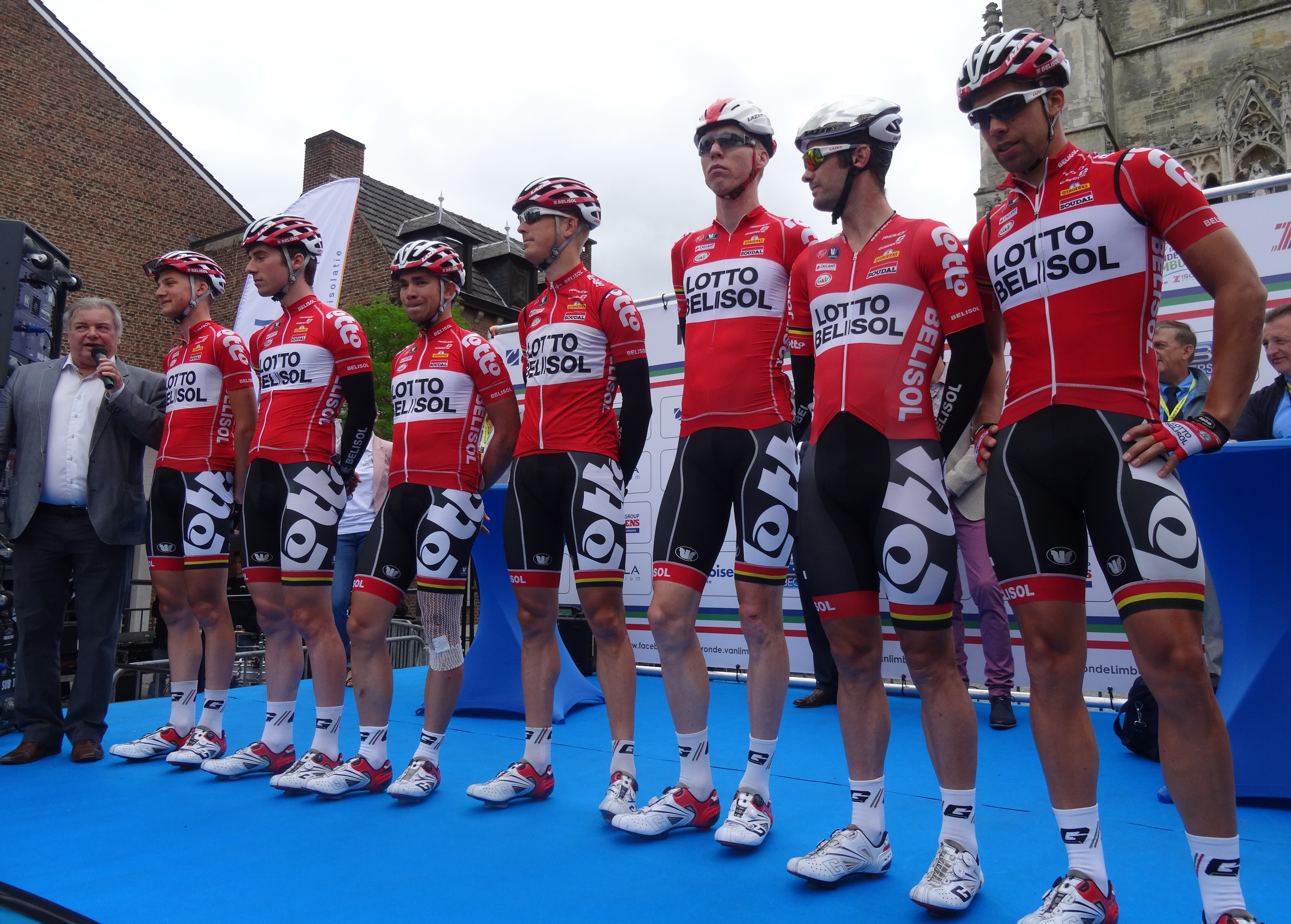
L'équipe lors du Tour du Limbourg 2014.

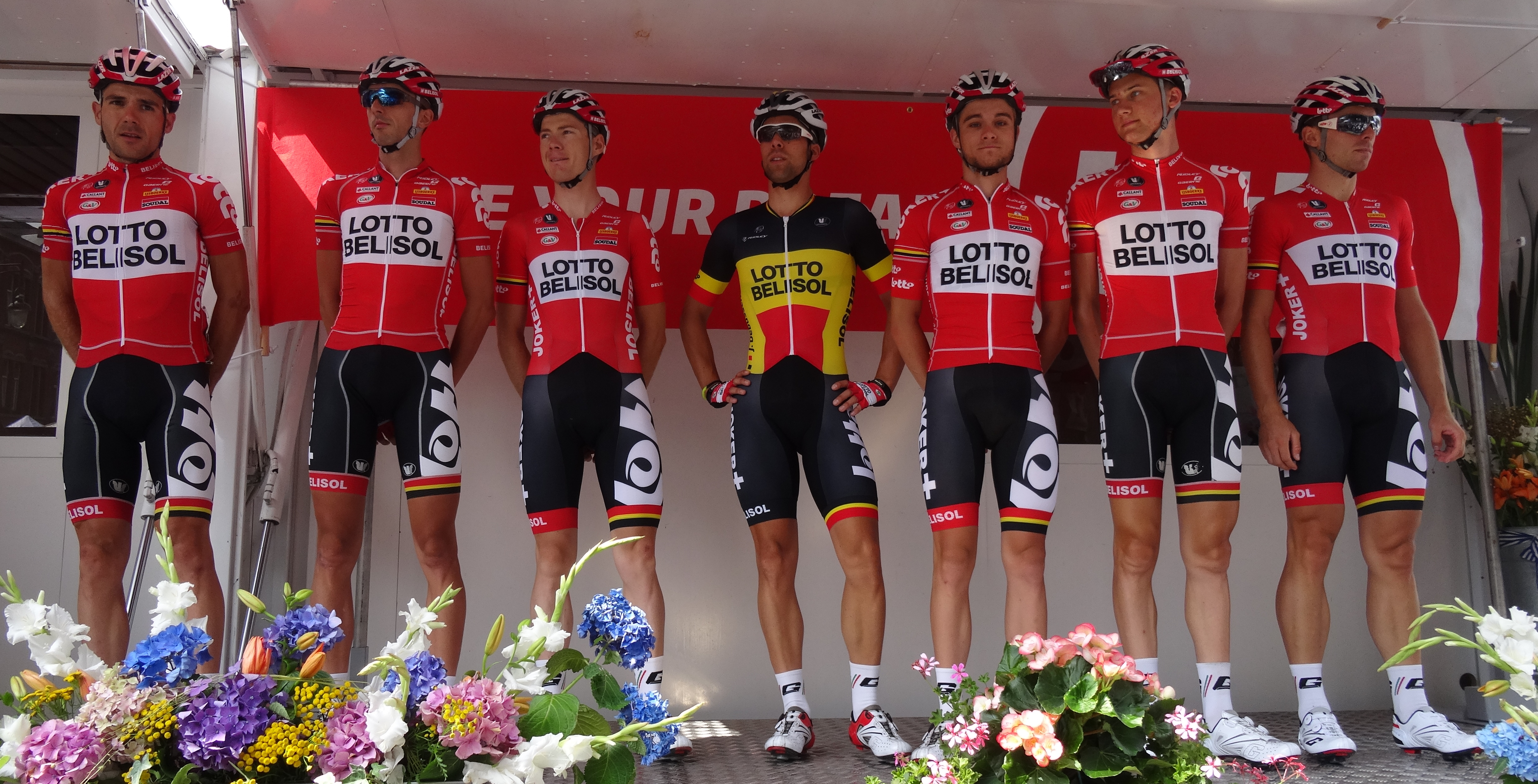
L'équipe lors du Tour de Wallonie 2014.

| Cycliste              | Date de naissance | Nationalité      | Équipe 2013                 |
| --------------------- | ----------------- | ---------------- | --------------------------- |
| Sander Armée          | 10 décembre 1985  | Belgique         | Topsport Vlaanderen-Baloise |
| Lars Ytting Bak       | 16 janvier 1980   | Danemark         | Lotto-Belisol               |
| Kris Boeckmans        | 13 février 1987   | Belgique         | Vacansoleil-DCM             |
| Vegard Breen          | 8 février 1990    | Norvège          | Joker Merida                |
| Stig Broeckx          | 10 mai 1990       | Belgique         | Lotto-Belisol U23           |
| Sean De Bie           | 3 octobre 1991    | Belgique         | Leopard-Trek Continental    |
| Bart De Clercq        | 26 août 1986      | Belgique         | Lotto-Belisol               |
| Jens Debusschere      | 20 août 1989      | Belgique         | Lotto-Belisol               |
| Kenny Dehaes          | 10 novembre 1984  | Belgique         | Lotto-Belisol               |
| Gert Dockx            | 4 juillet 1988    | Belgique         | Lotto-Belisol               |
| Tony Gallopin         | 24 mai 1988       | France           | RadioShack-Leopard          |
| André Greipel         | 16 juillet 1982   | Allemagne        | Lotto-Belisol               |
| Adam Hansen           | 11 mai 1981       | Australie        | Lotto-Belisol               |
| Gregory Henderson     | 10 septembre 1976 | Nouvelle-Zélande | Lotto-Belisol               |
| Olivier Kaisen        | 30 avril 1983     | Belgique         | Lotto-Belisol               |
| Pim Ligthart          | 16 juin 1988      | Pays-Bas         | Vacansoleil-DCM             |
| Maxime Monfort        | 14 janvier 1983   | Belgique         | RadioShack-Leopard          |
| Jürgen Roelandts      | 2 juillet 1985    | Belgique         | Lotto-Belisol               |
| Marcel Sieberg        | 30 avril 1982     | Allemagne        | Lotto-Belisol               |
| Boris Vallée          | 3 juin 1993       | Belgique         | Color Code-Biowanze         |
| Jurgen Van den Broeck | 1er février 1983  | Belgique         | Lotto-Belisol               |
| Tosh Van der Sande    | 28 novembre 1990  | Belgique         | Lotto-Belisol               |
| Jonas Van Genechten   | 16 septembre 1986 | Belgique         | Lotto-Belisol               |
| Dennis Vanendert      | 27 juin 1988      | Belgique         | Lotto-Belisol               |
| Jelle Vanendert       | 19 février 1985   | Belgique         | Lotto-Belisol               |
| Louis Vervaeke        | 6 octobre 1993    | Belgique         | Lotto-Belisol U23           |
| Tim Wellens           | 15 mai 1991       | Belgique         | Lotto-Belisol               |
| Frederik Willems      | 8 septembre 1979  | Belgique         | Lotto-Belisol               |
| Stagiaire             | Date de naissance | Nationalité      | Équipe 2014                 |
| Tiesj Benoot          | 11 mars 1994      | Belgique         | Lotto-Belisol U23           |
| Xandro Meurisse       | 31 janvier 1992   | Belgique         | Lotto-Belisol U23           |
| Oliver Naesen         | 16 septembre 1990 | Belgique         | Cibel                       |

Portraits
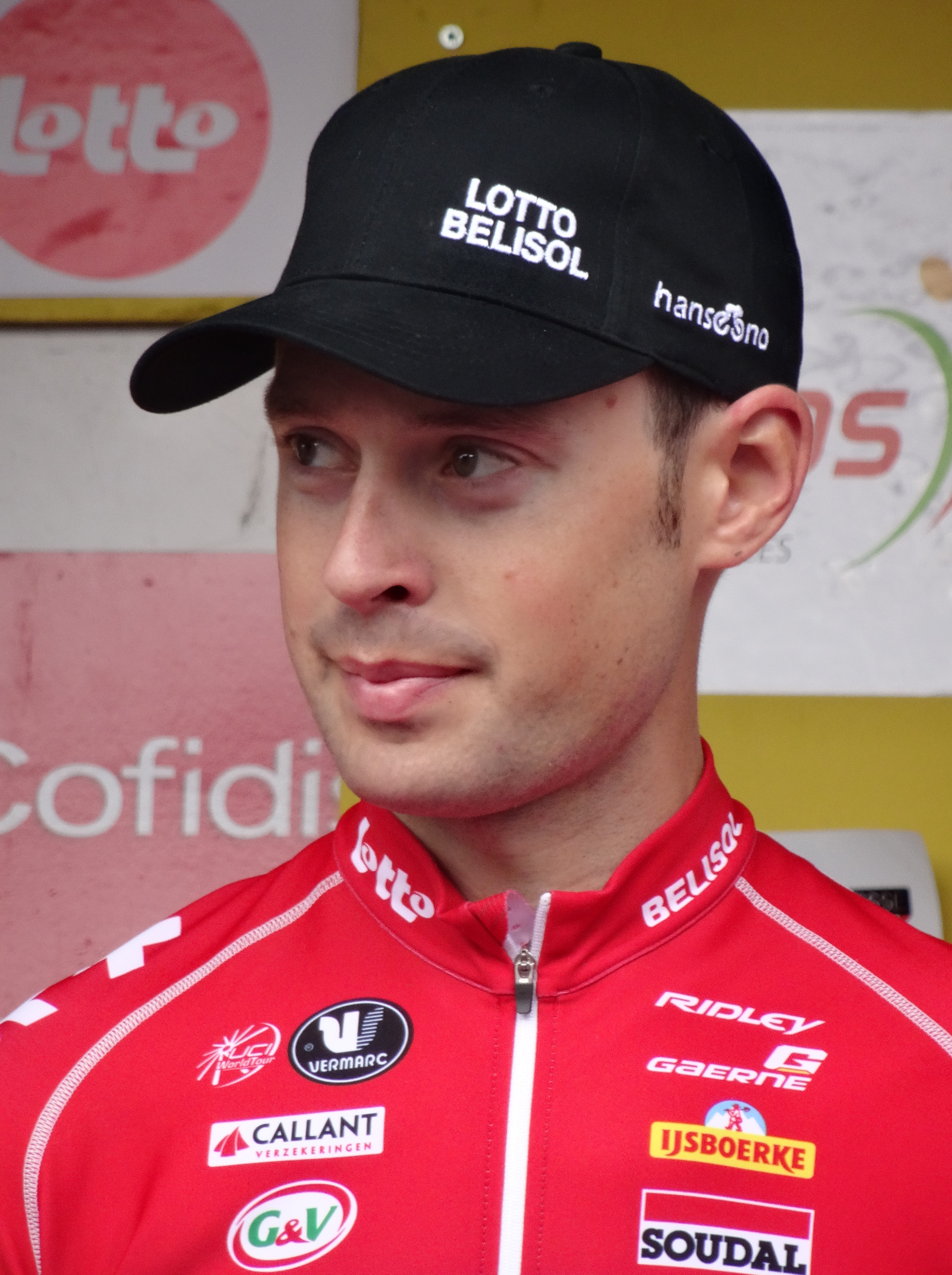
Sander Armée.
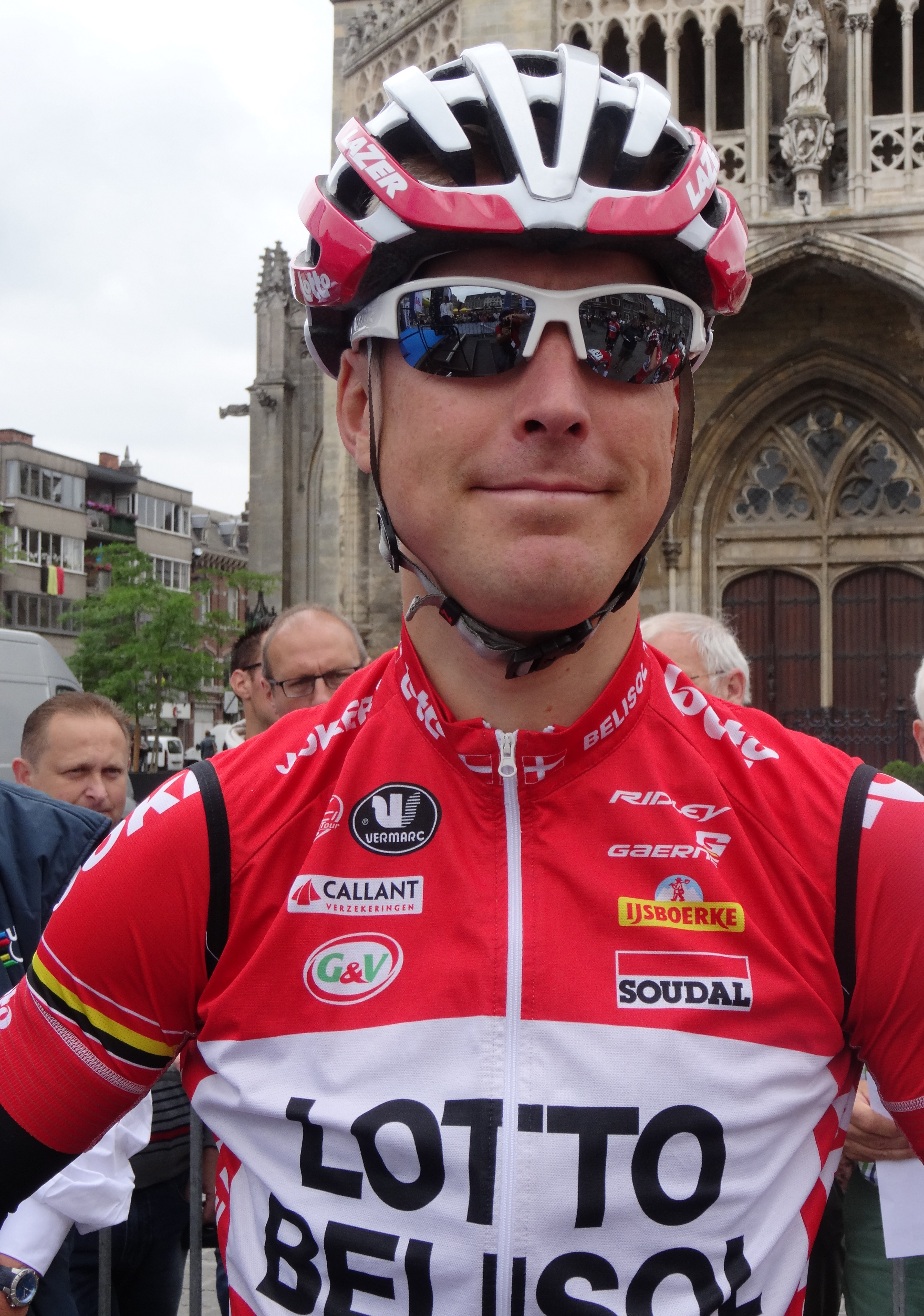
Lars Ytting Bak.
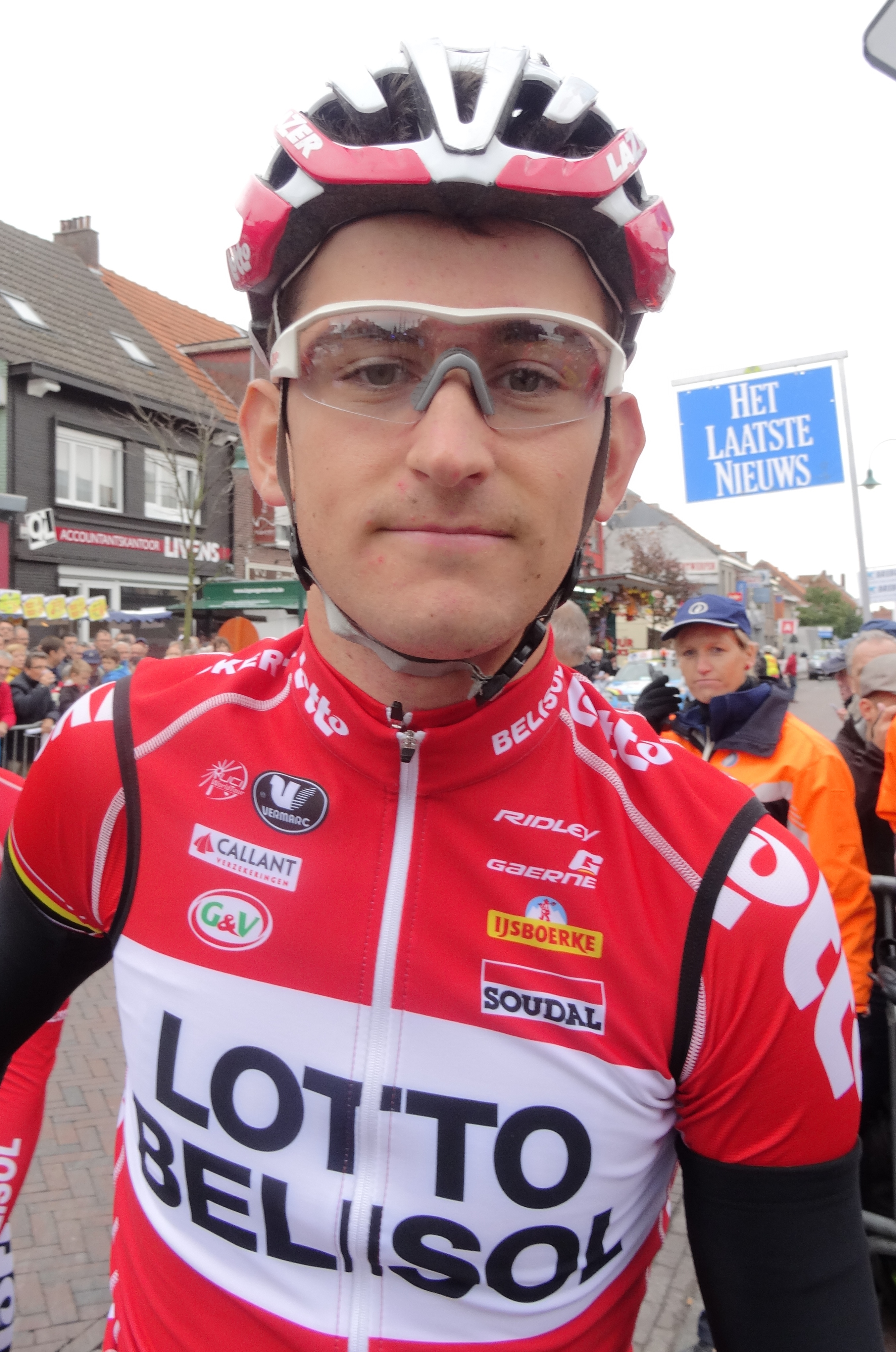
Tiesj Benoot.
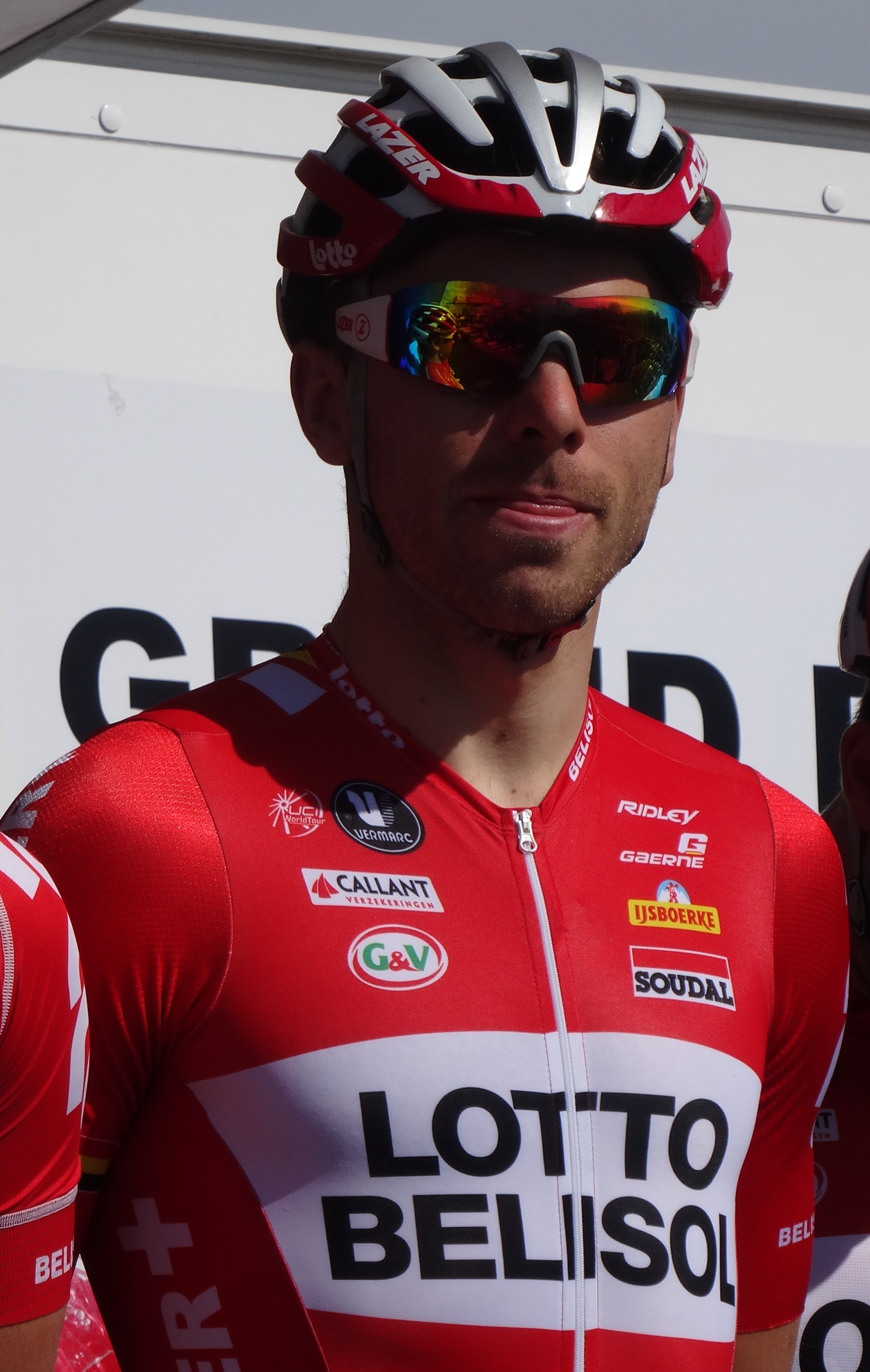
Kris Boeckmans.
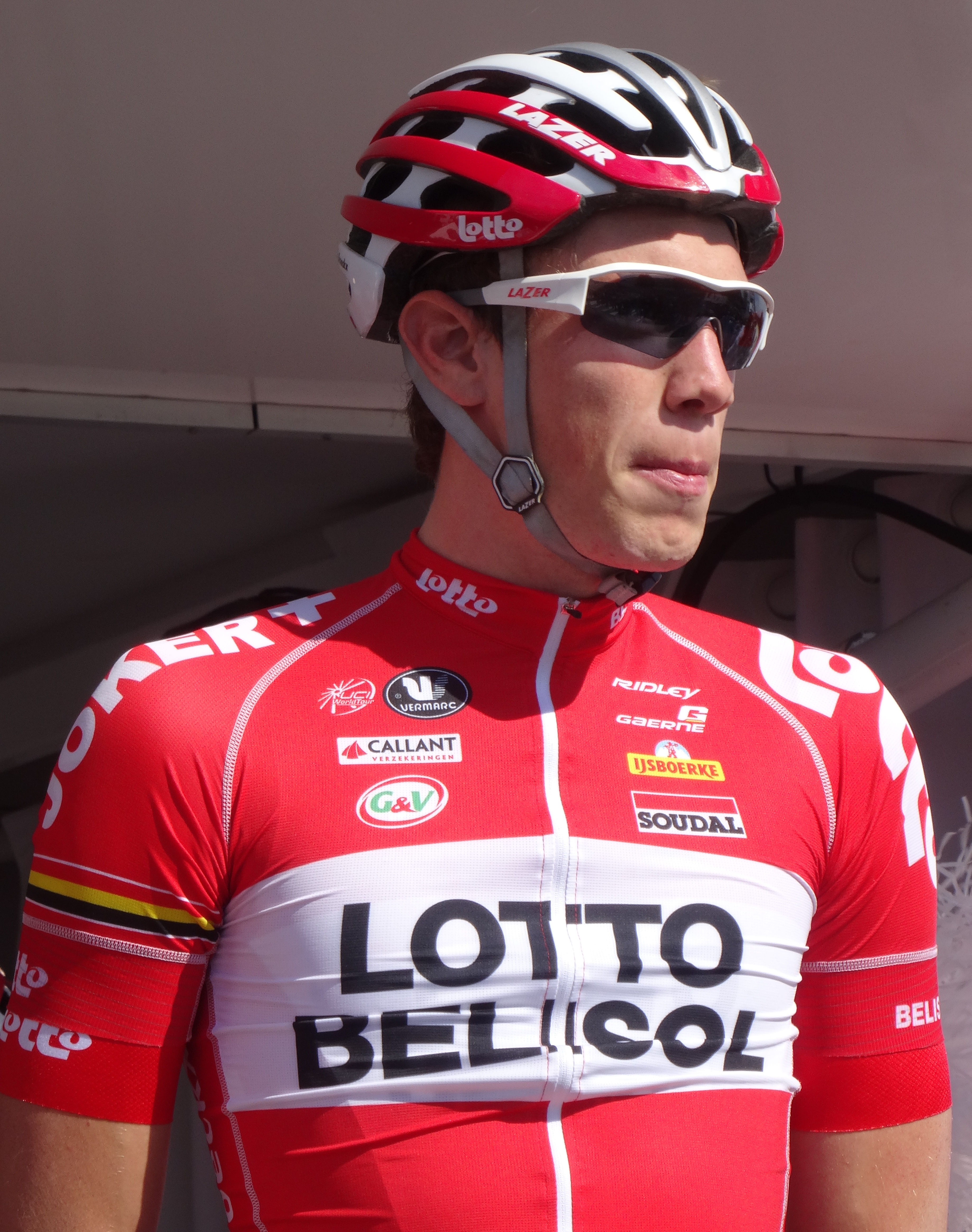
Stig Broeckx.
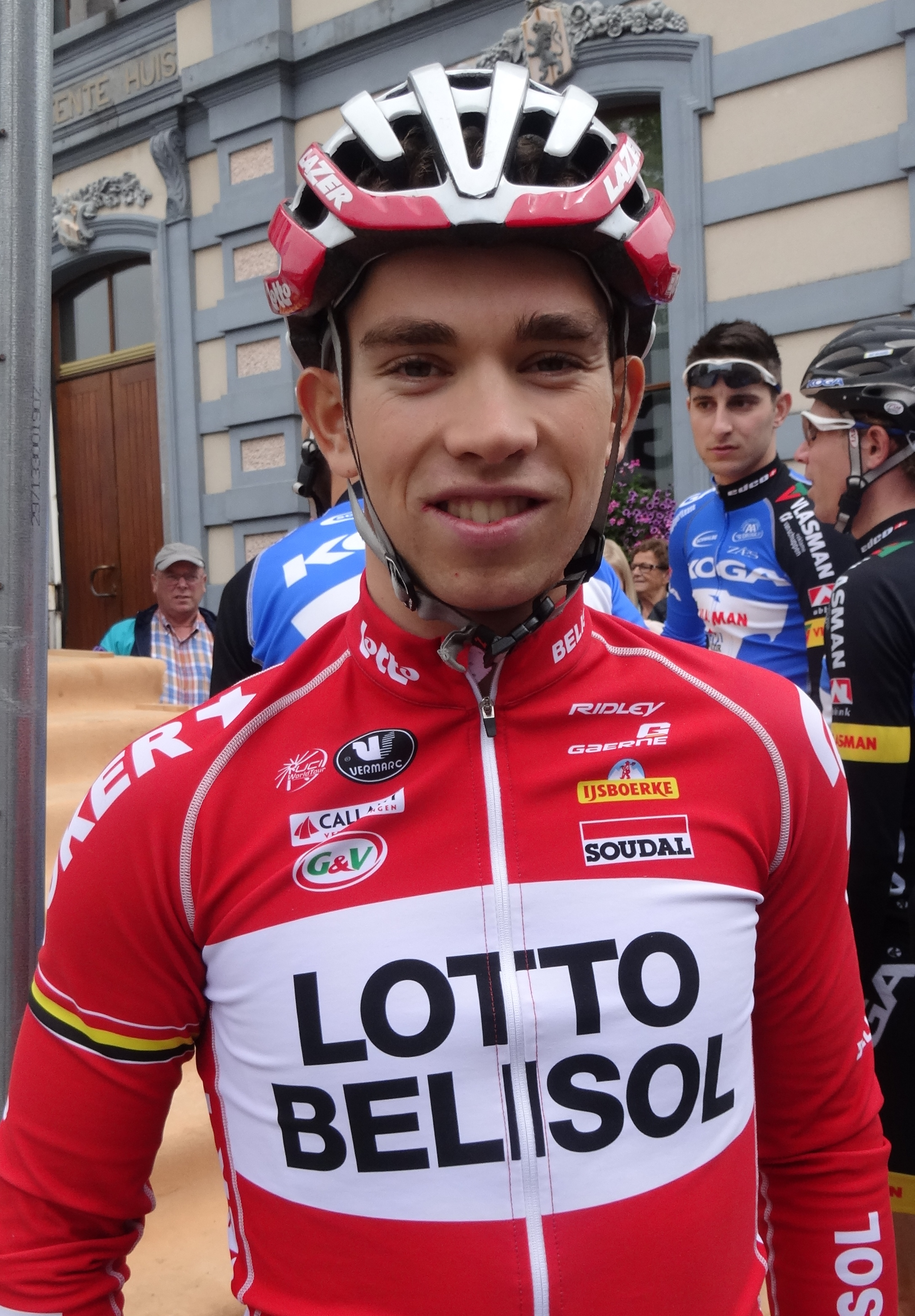
Sean De Bie.
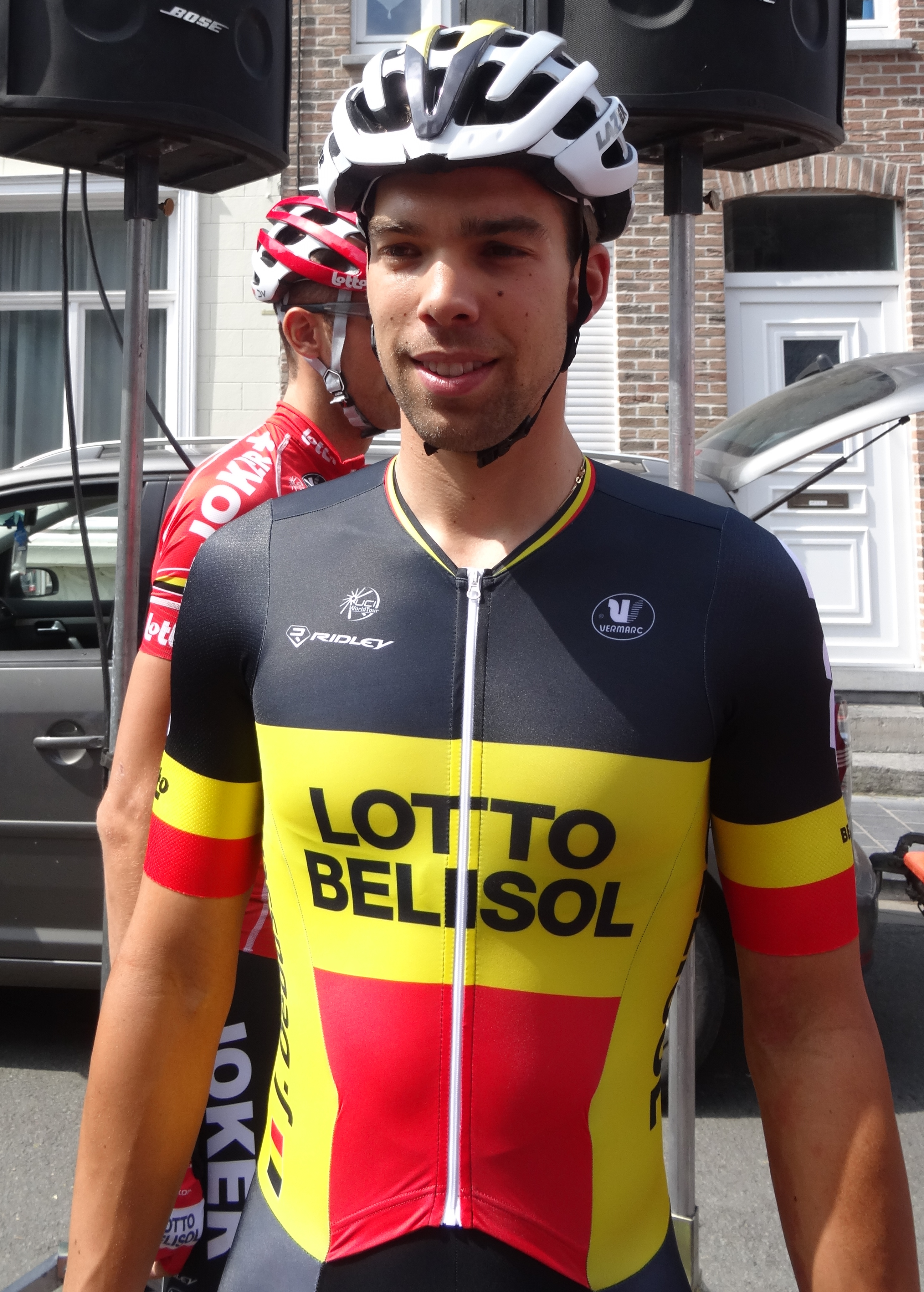
Jens Debusschere.
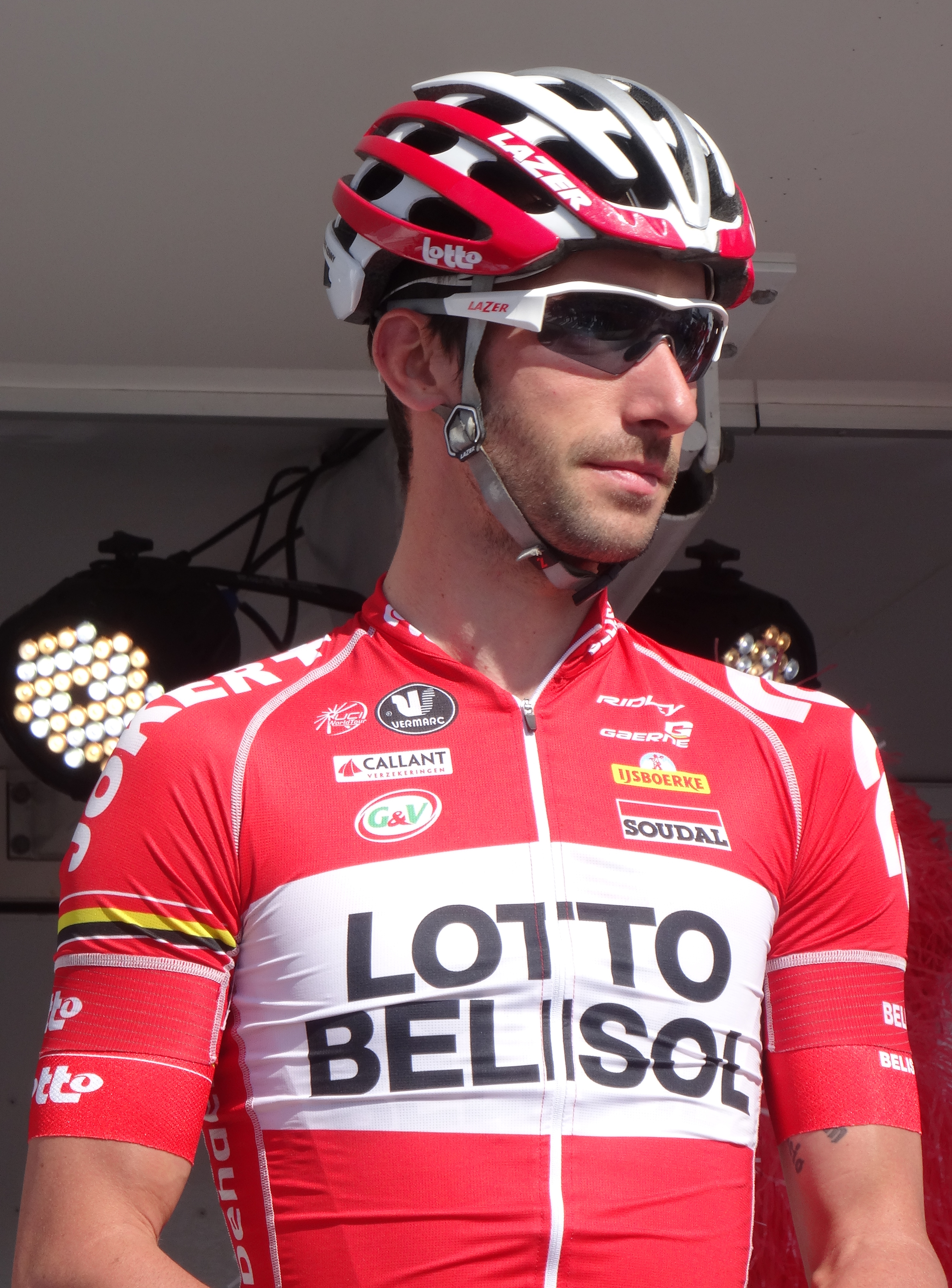
Kenny Dehaes.
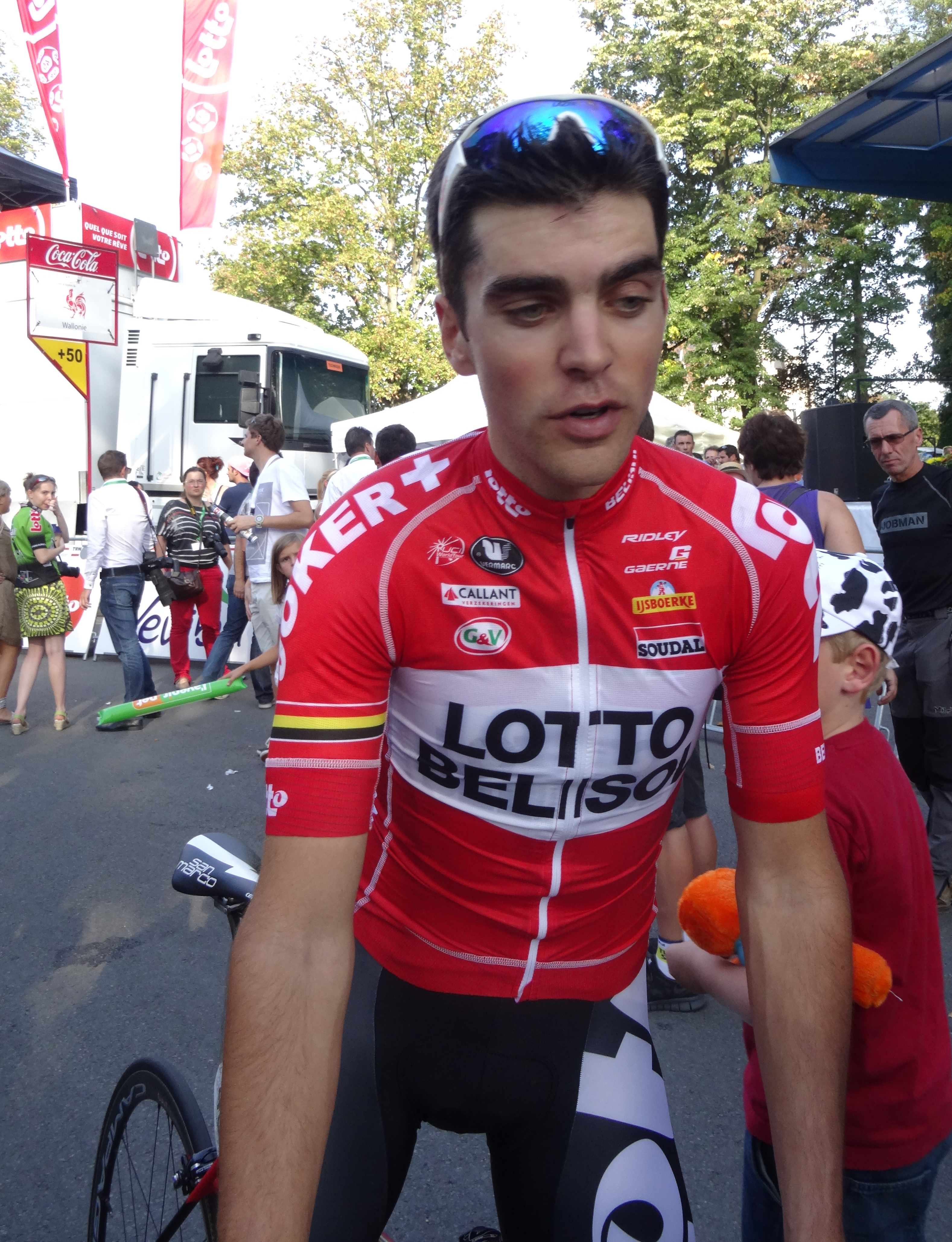
Tony Gallopin.
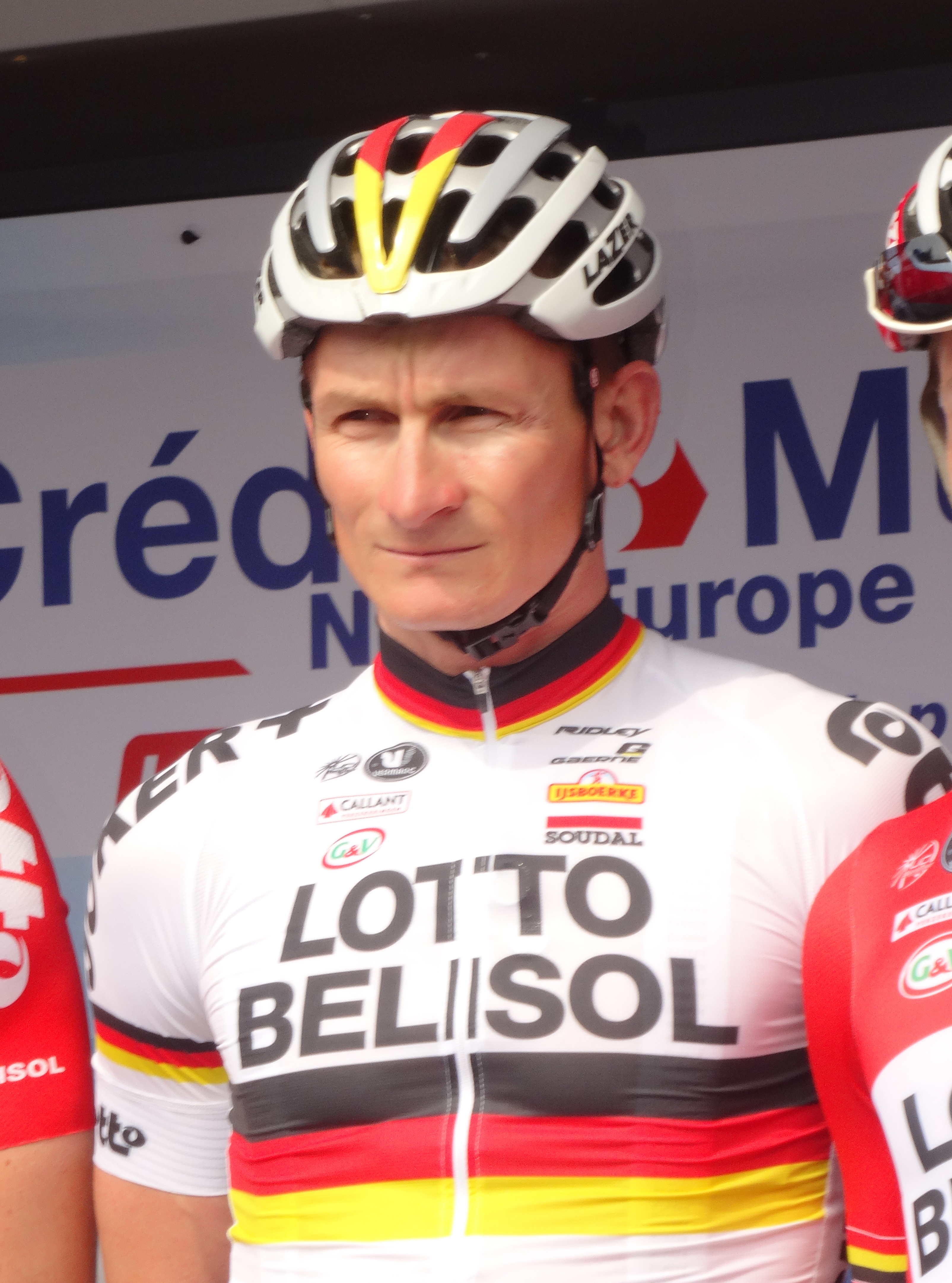
André Greipel.
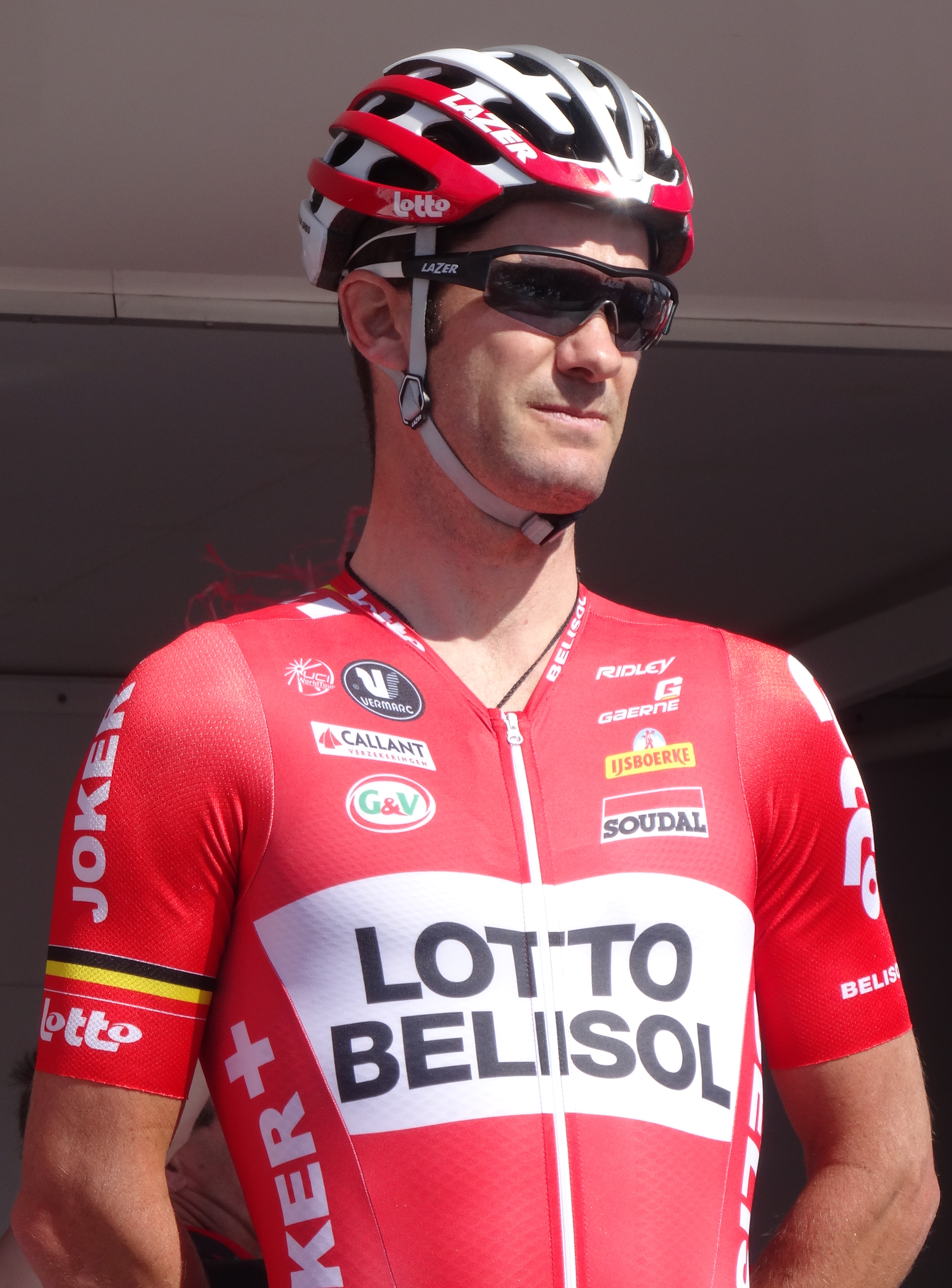
Gregory Henderson.
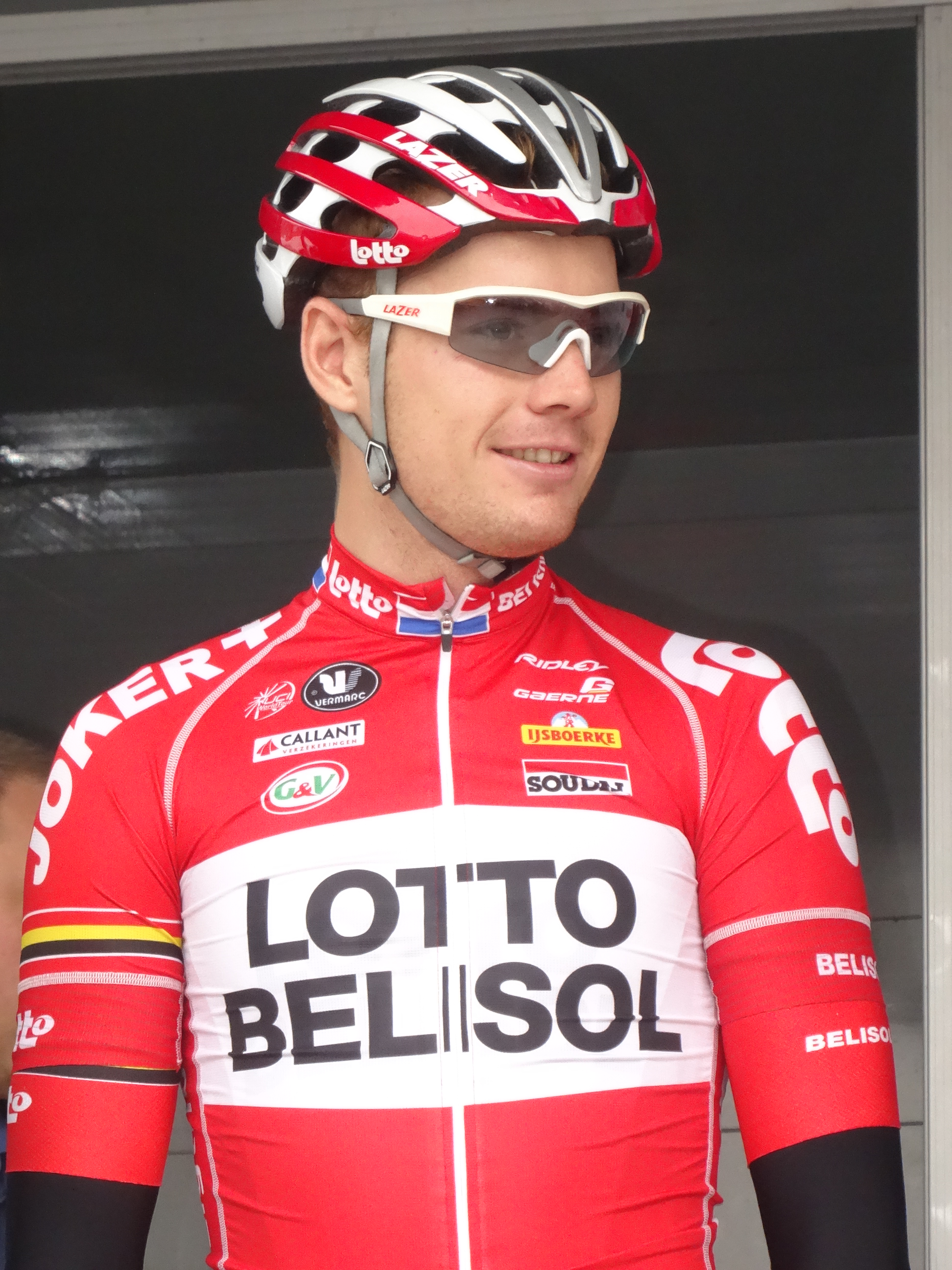
Pim Ligthart.
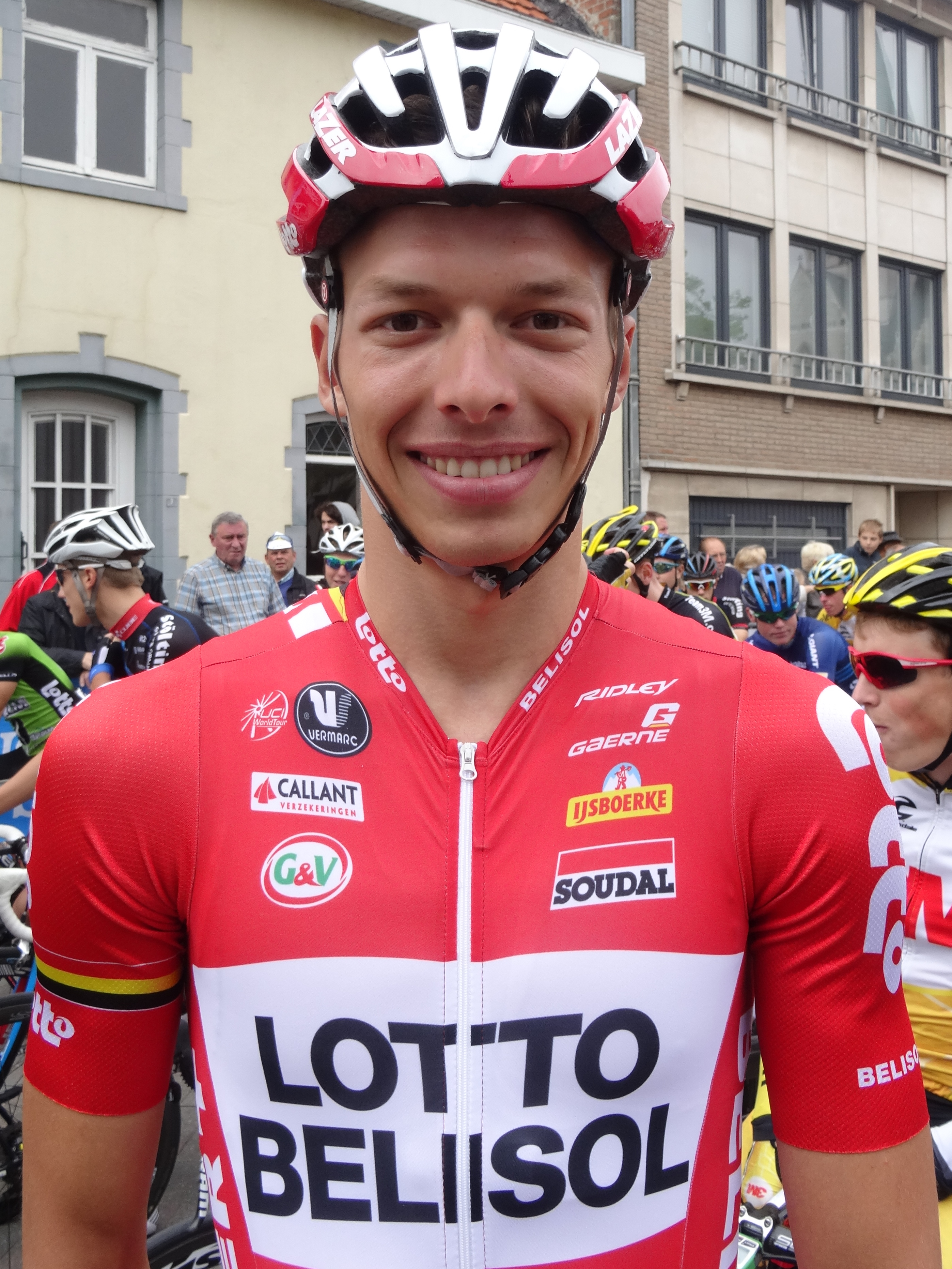
Oliver Naesen.
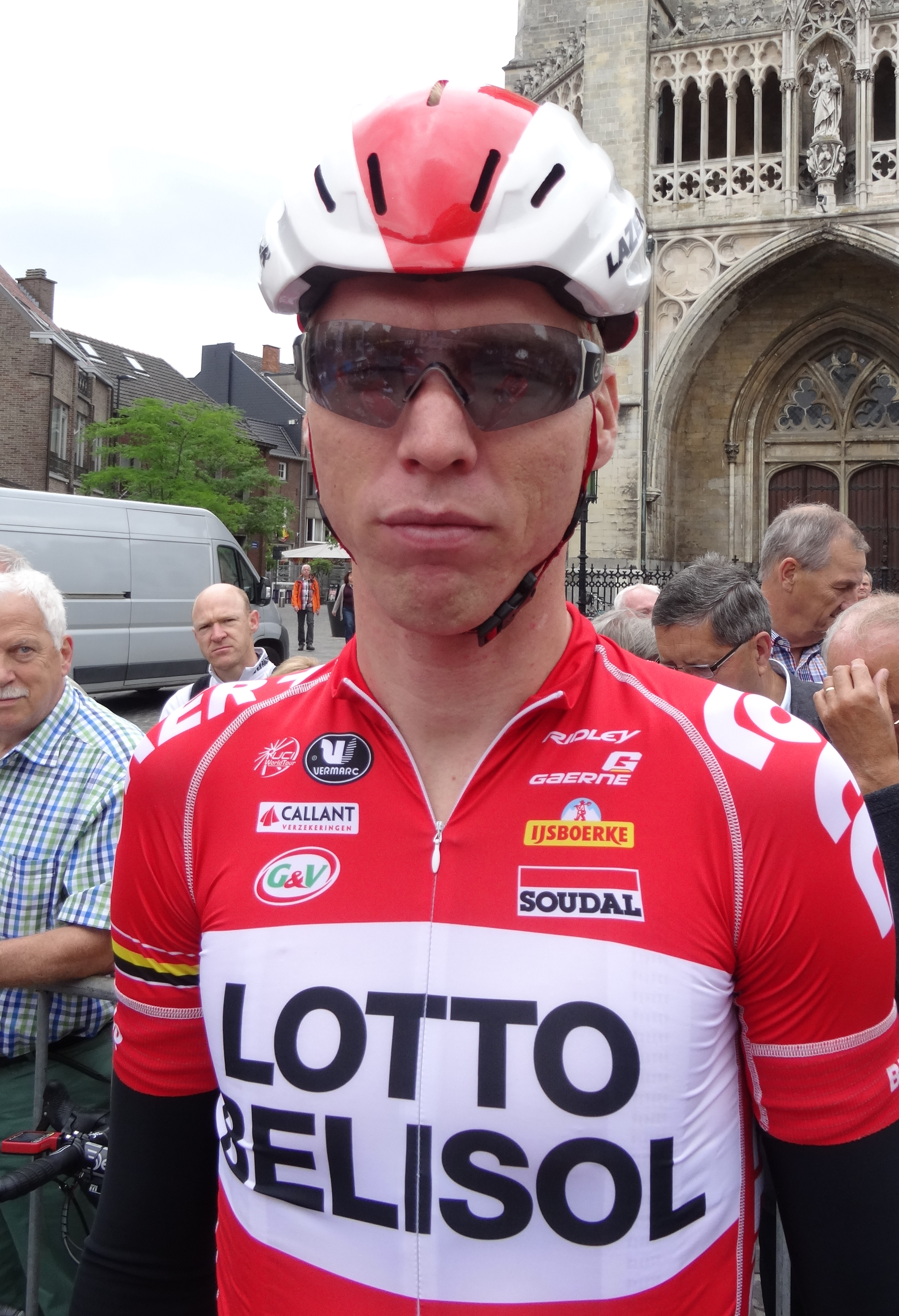
Marcel Sieberg.
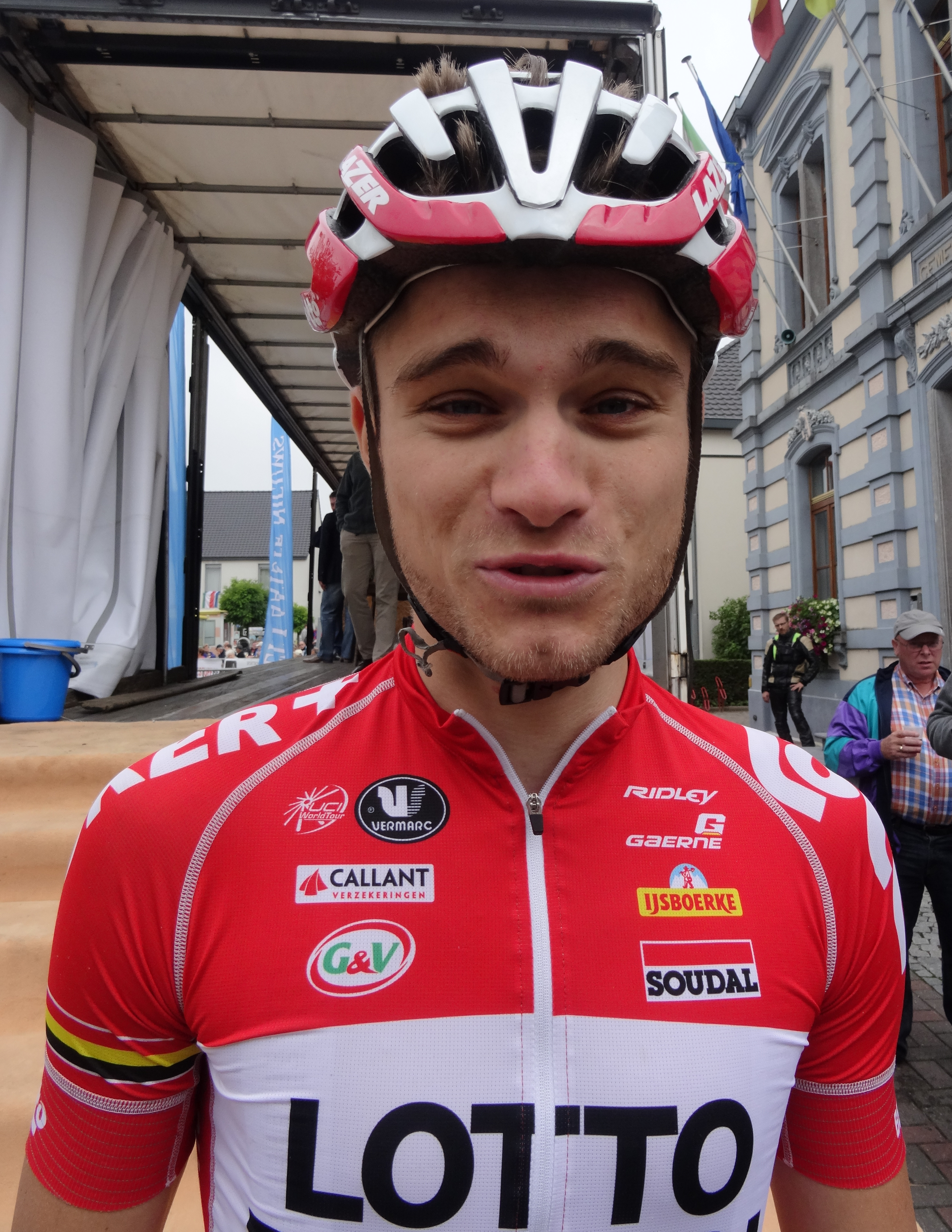
Tosh Van der Sande.
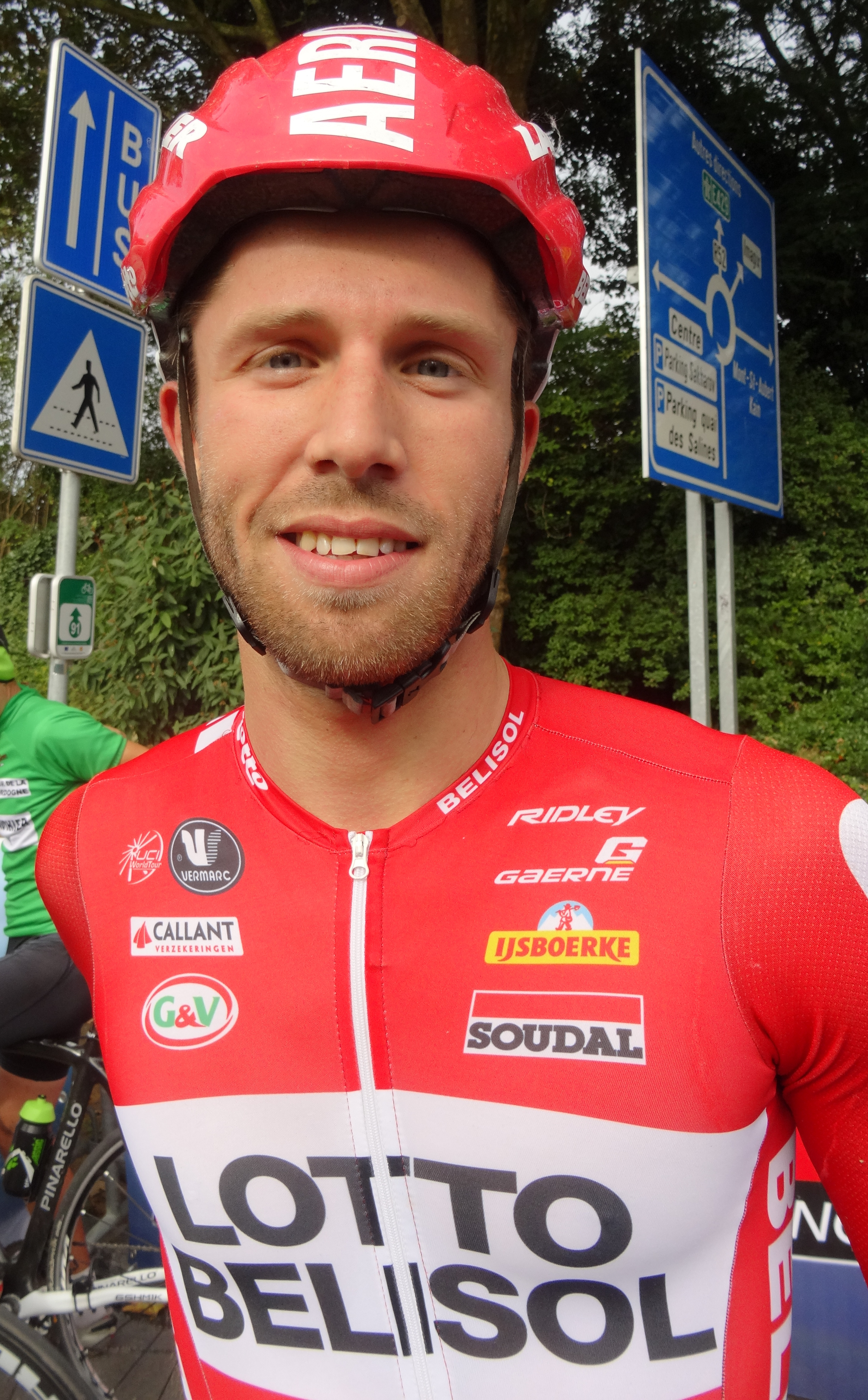
Jonas Van Genechten.
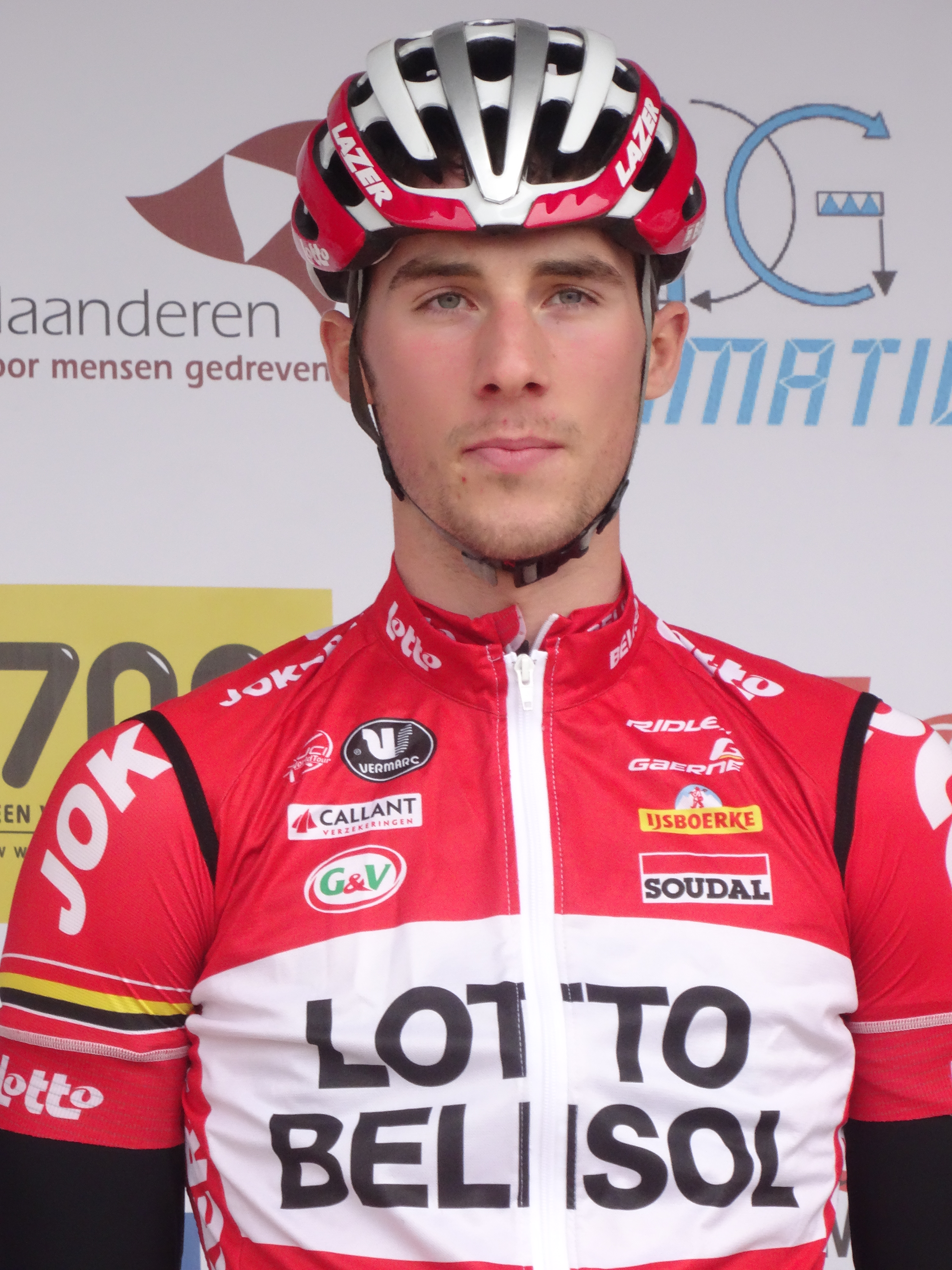
Boris Vallée.
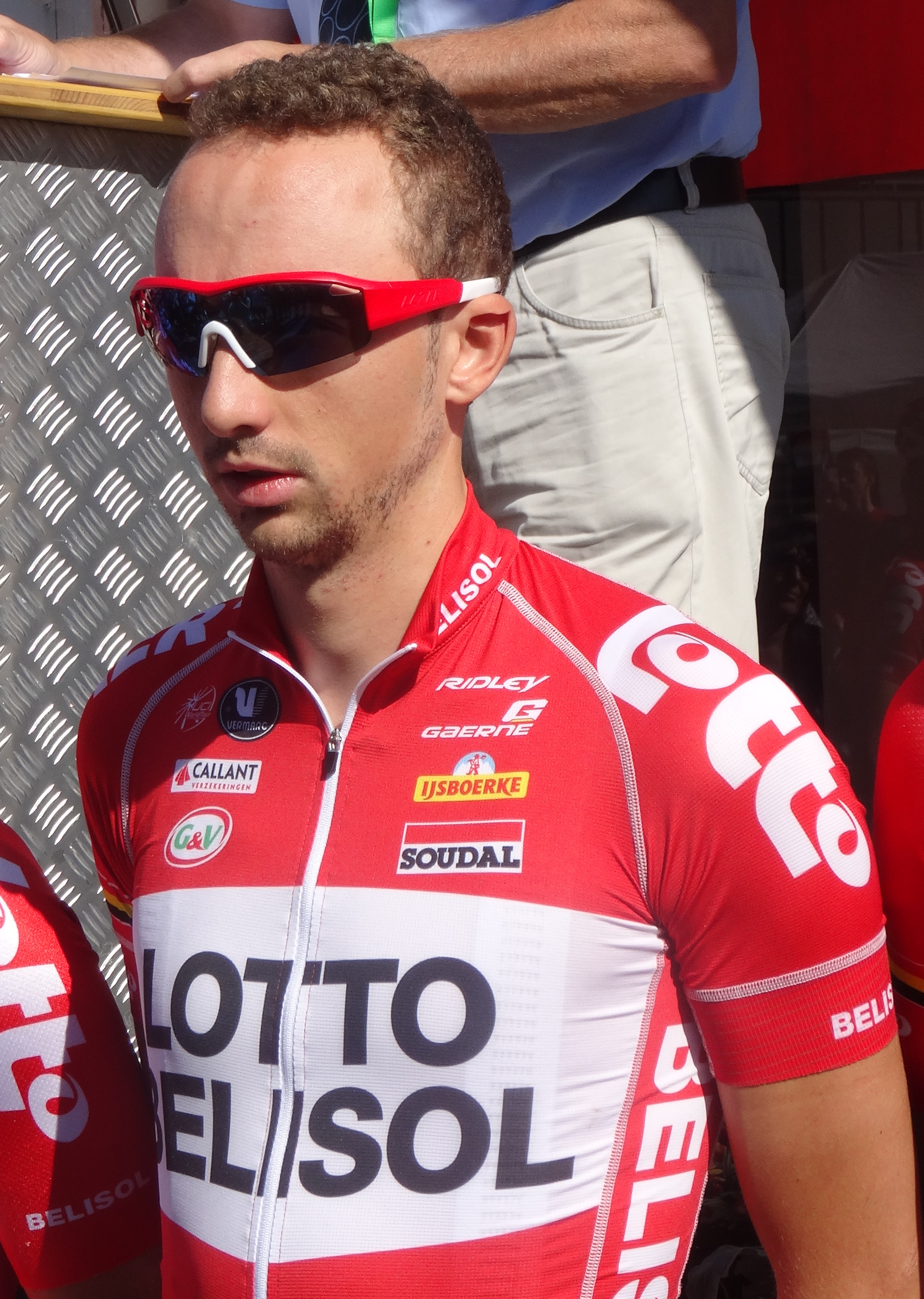
Dennis Vanendert.
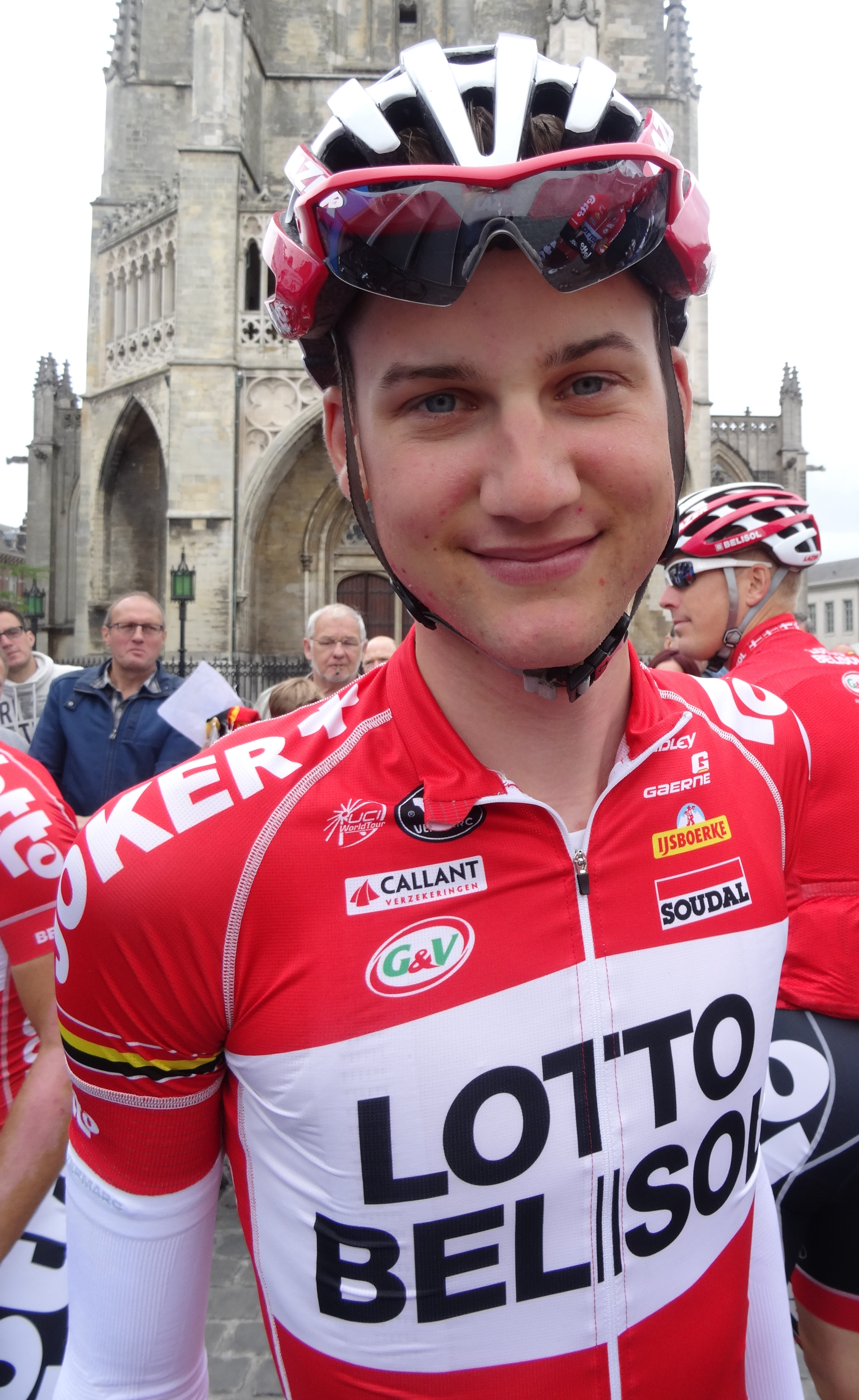
Tim Wellens.

### Encadrement
Au début de la saison 2014, la direction de l'équipe est la même qu'en 2013 : Bill Olivier est manager général et Marc Sergeant manager sportif. Ces derniers décident cependant de mettre fin à leur collaboration en février, ce qui entraîne le départ Bill Olivier et le passage de Marc Sergeant aux fonctions de manager général. Six directeurs sportifs encadrent les coureurs : Mario Aerts, Herman Frison, Jean-Pierre Heynderickx, Bart Leysen, Kurt Van De Wouwer et Marc Wauters. Déjà à la tête de l'équipe réserve Lotto-Belisol U23 les années précédentes, Kurt Van De Wouwer intègre en 2013 la direction sportive de l'équipe professionnelle.

## Bilan de la saison

### Victoires

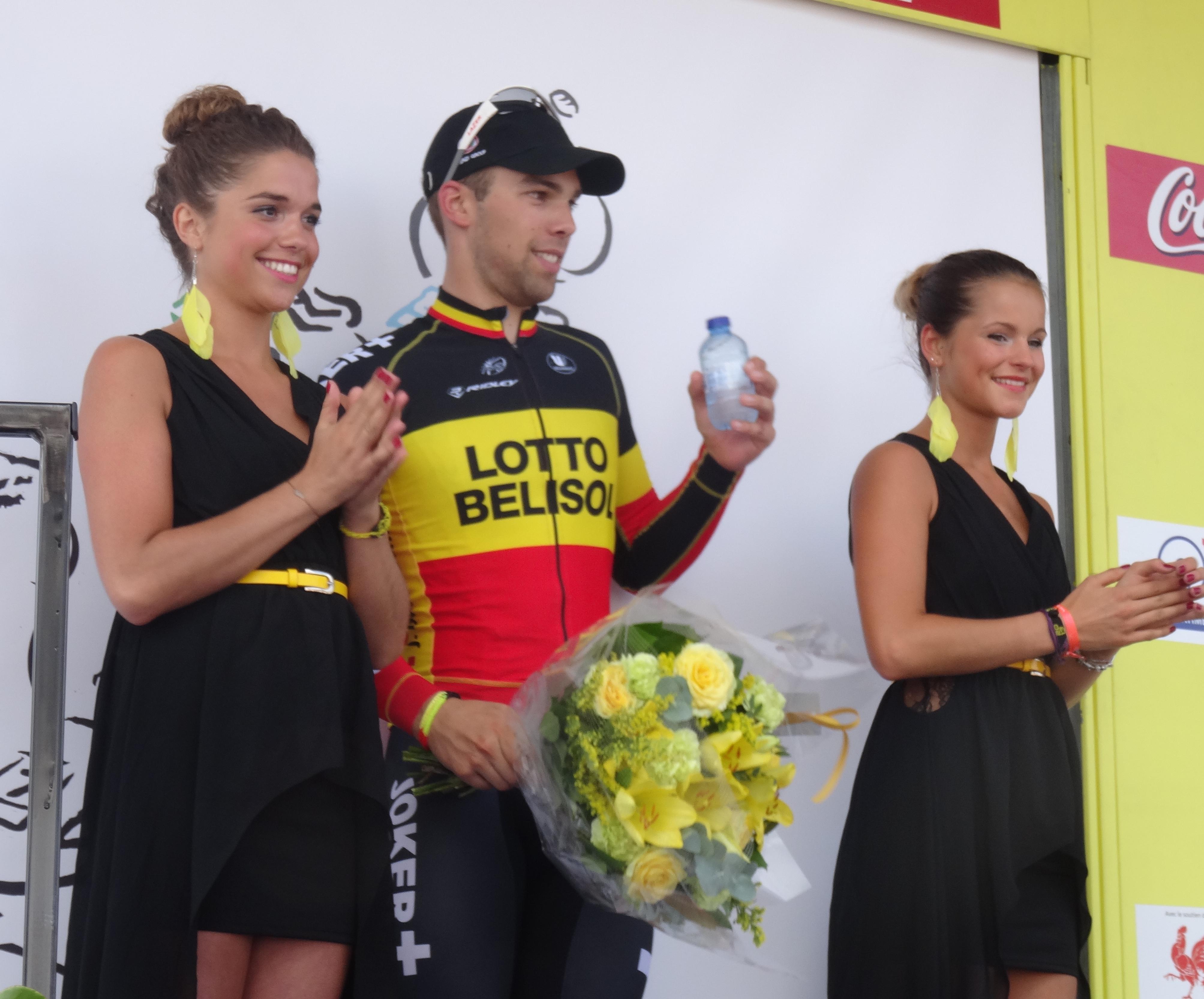
Jens Debusschere, vainqueur de la 1re étape du Tour de Wallonie 2014.

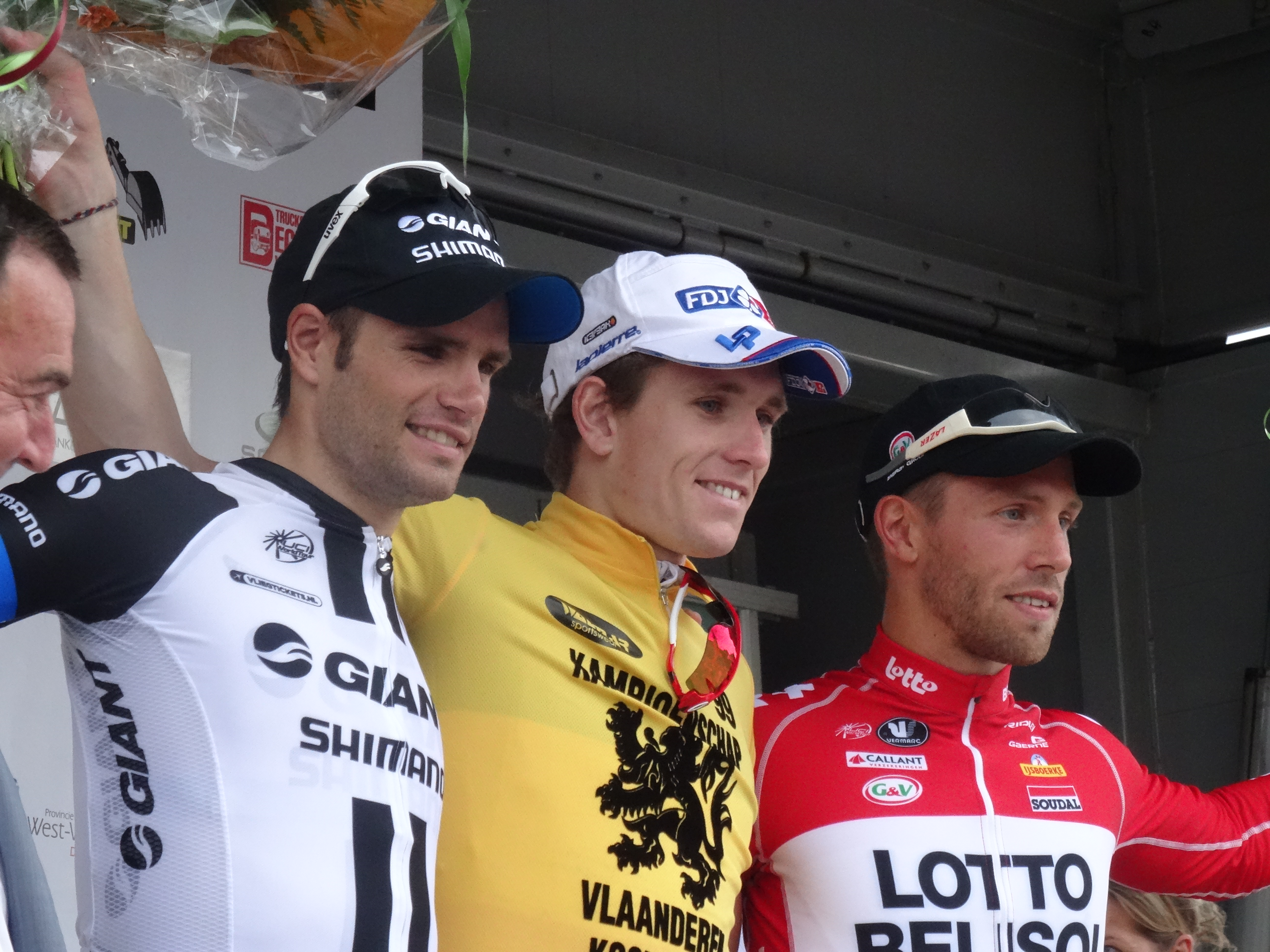
Podium de l'édition 2014 du Championnat des Flandres : Luka Mezgec (2e), Arnaud Démare (1er) et Jonas Van Genechten (3e).

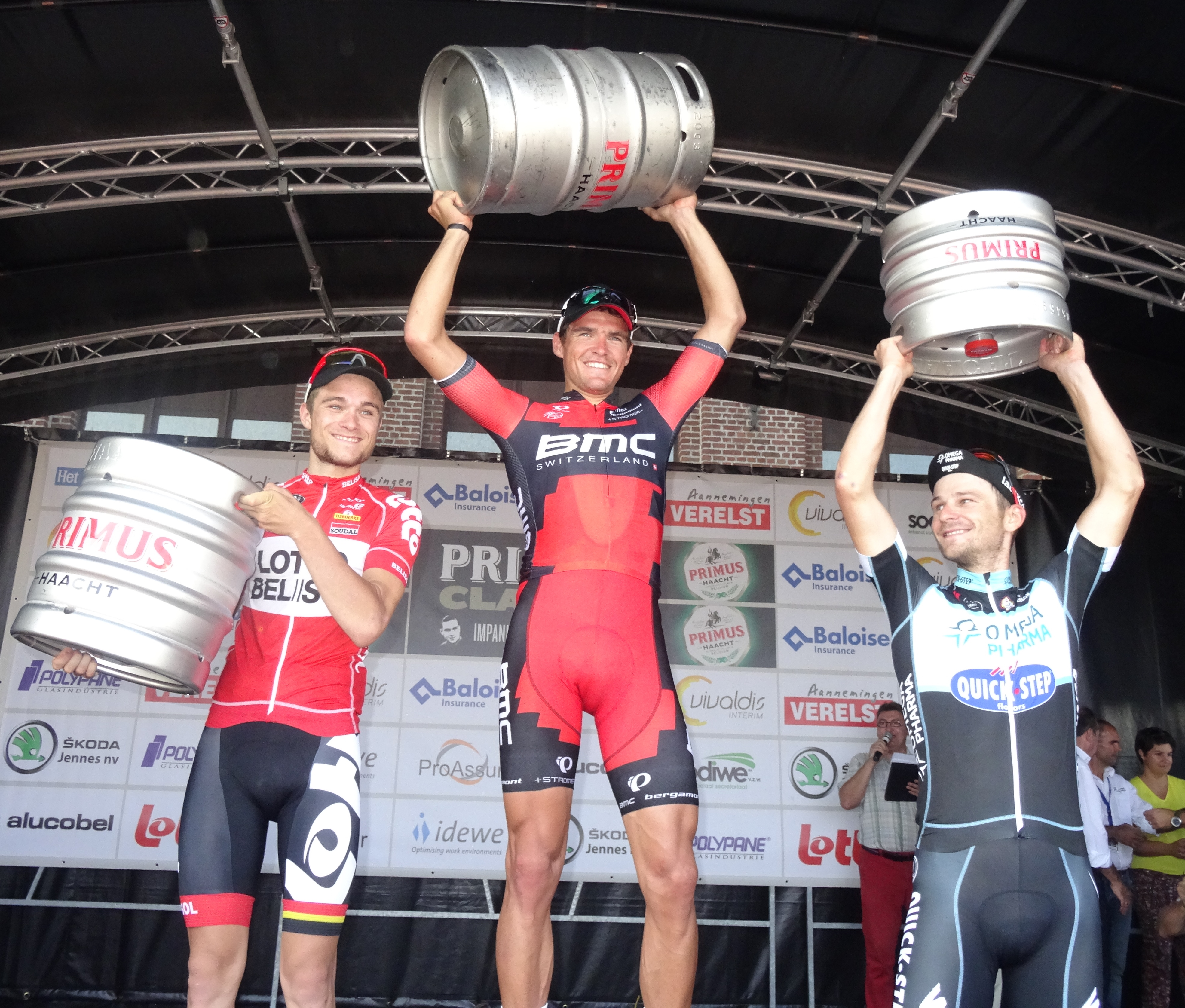
Podium de l'édition 2014 du Grand Prix Impanis-Van Petegem : Tosh Van der Sande (2e), Greg Van Avermaet (1er) et Michał Gołaś (3e).

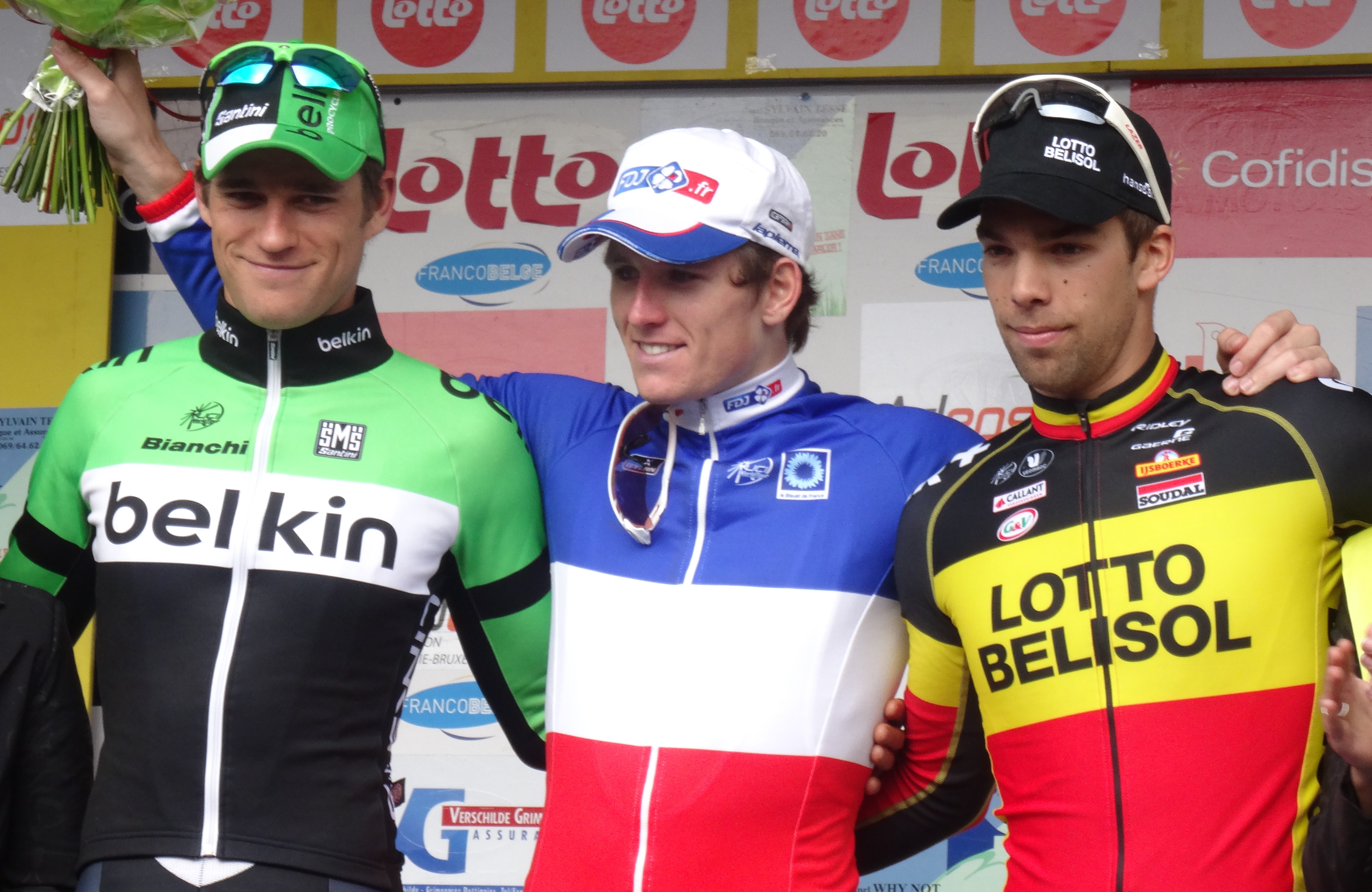
Podium de l'édition 2014 de l'Eurométropole Tour : Theo Bos (3e), Arnaud Démare (1er) et Jens Debusschere (2e).

| Date       | Course                              | Pays       | Classe | Vainqueur           |
| ---------- | ----------------------------------- | ---------- | ------ | ------------------- |
| 24/01/2014 | 4e étape du Tour Down Under         | Australie  | WT     | André Greipel       |
| 26/01/2014 | 6e étape du Tour Down Under         | Australie  | WT     | André Greipel       |
| 13/02/2014 | 5e étape du Tour du Qatar           | Qatar      | 2.HC   | André Greipel       |
| 18/02/2014 | 1re étape du Tour d'Oman            | Oman       | 2.HC   | André Greipel       |
| 20/02/2014 | 3e étape du Tour d'Oman             | Oman       | 2.HC   | André Greipel       |
| 23/02/2014 | 6e étape du Tour d'Oman             | Oman       | 2.HC   | André Greipel       |
| 15/03/2014 | Tour de Drenthe                     | Pays-Bas   | 1.1    | Kenny Dehaes        |
| 19/03/2014 | Nokere Koerse                       | Belgique   | 1.1    | Kenny Dehaes        |
| 24/05/2014 | 1re étape de la World Ports Classic | Belgique   | 2.1    | André Greipel       |
| 31/05/2014 | 4e étape du Tour de Belgique        | Belgique   | 2.HC   | André Greipel       |
| 05/06/2014 | 1re étape du Tour de Luxembourg     | Luxembourg | 2.HC   | André Greipel       |
| 08/06/2014 | 4e étape du Tour de Luxembourg      | Luxembourg | 2.HC   | André Greipel       |
| 20/06/2014 | 3e étape du Ster ZLM Toer           | Pays-Bas   | 2.1    | Gregory Henderson   |
| 22/06/2014 | 5e étape du Ster ZLM Toer           | Pays-Bas   | 2.1    | André Greipel       |
| 29/06/2014 | Championnat d'Allemagne sur route   | Allemagne  | CN     | André Greipel       |
| 29/06/2014 | Championnat de Belgique sur route   | Belgique   | CN     | Jens Debusschere    |
| 10/07/2014 | 6e étape du Tour de France          | France     | WT     | André Greipel       |
| 16/07/2014 | 11e étape du Tour de France         | France     | WT     | Tony Gallopin       |
| 26/07/2014 | 1re étape du Tour de Wallonie       | Belgique   | 2.HC   | Jens Debusschere    |
| 06/08/2014 | 4e étape du Tour de Pologne         | Pologne    | WT     | Jonas Van Genechten |
| 16/08/2014 | 6e étape de l'Eneco Tour            | Belgique   | WT     | Tim Wellens         |
| 27/08/2014 | Druivenkoers Overijse               | Belgique   | 1.1    | Jonas Van Genechten |
| 06/09/2014 | Brussels Cycling Classic            | Belgique   | 1.HC   | André Greipel       |
| 07/09/2014 | Grand Prix de Fourmies              | France     | 1.HC   | Jonas Van Genechten |
| 12/09/2014 | 19e étape du Tour d'Espagne         | Espagne    | WT     | Adam Hansen         |
| 14/09/2014 | Grand Prix Jef Scherens             | Belgique   | 1.1    | André Greipel       |
| 03/10/2014 | Tour de Münster                     | Allemagne  | 1.1    | André Greipel       |
| 14/10/2014 | Prix national de clôture            | Belgique   | 1.1    | Jens Debusschere    |

### Résultats sur les courses majeures
Les tableaux suivants représentent les résultats de l'équipe dans les principales courses du calendrier international (les cinq classiques majeures et les trois grands tours). Pour chaque épreuve est indiqué le meilleur coureur de l'équipe, son classement ainsi que les accessits glanés par Lotto-Belisol sur les courses de trois semaines.

#### Classiques
| Classique            | Milan-San Remo         | Tour des Flandres   | Paris-Roubaix      | Liège-Bastogne-Liège  | Tour de Lombardie |
| -------------------- | ---------------------- | ------------------- | ------------------ | --------------------- | ----------------- |
| Coureur (classement) | Jürgen Roelandts (23e) | Tony Gallopin (23e) | Stig Broeckx (58e) | Jelle Vanendert (11e) | Tim Wellens (4e)  |

#### Grands tours
| Grand tour           | Tour d'Italie        | Tour de France                                        | Tour d'Espagne                   |
| -------------------- | -------------------- | ----------------------------------------------------- | -------------------------------- |
| Coureur (classement) | Maxime Monfort (14e) | Jurgen Van den Broeck (13e)                           | Maxime Monfort (16e)             |
| Accessits            | -                    | 2 victoires d'étapes (André Greipel et Tony Gallopin) | 1 victoire d'étape (Adam Hansen) |

### Classement UCI
L'équipe Lotto-Belisol termine à la quinzième place du World Tour avec 590 points. Ce total est obtenu par l'addition des points des cinq meilleurs coureurs de l'équipe au classement individuel que sont Tim Wellens, 25e avec 204 points, Tony Gallopin, 35e avec 140 points, Jelle Vanendert, 50e avec 104 points, Jurgen Van den Broeck, 56e avec 96 points, et André Greipel, 88e avec 46 points,. Le championnat du monde du contre-la-montre par équipes terminé à la 22e place ne rapporte aucun point à l'équipe.
| Rang | Coureur               | Points |
| ---- | --------------------- | ------ |
| 25   | Tim Wellens           | 204    |
| 35   | Tony Gallopin         | 140    |
| 50   | Jelle Vanendert       | 104    |
| 56   | Jurgen Van den Broeck | 96     |
| 88   | André Greipel         | 46     |
| 101  | Adam Hansen           | 28     |
| 102  | Maxime Monfort        | 28     |
| 146  | Jürgen Roelandts      | 8      |
| 161  | Jonas Van Genechten   | 6      |
| 172  | Gregory Henderson     | 5      |
| 188  | Kris Boeckmans        | 4      |
| 194  | Pim Ligthart          | 3      |
| 212  | Jens Debusschere      | 2      |
| 215  | Boris Vallée          | 2      |
| 231  | Tosh Van der Sande    | 1      |